# テオファン・ヴェナール
テオファン・ヴェナール（Théophane もしくは Jean-Théophane Vénard、1829年11月21日 - 1861年2月2日）は、パリ外国宣教会の司祭。安南（ベトナム）のトンキン（現在のハノイ）の宣教師として宣教活動を行い、現地当局から死刑宣告を受けて処刑された。後年カトリック教会によって列福および列聖された。
学業を終えた後、神学校に入学し、パリ外国宣教会の宣教司祭になることを決意した。1852年に司祭に叙階され、宣教師として中国に派遣された。7ヶ月以上の長旅の後、中国の玄関口である香港に到着。1年強の間派遣命令を待った後、最終的にトンキン（現在のベトナム北部）の宣教師に派遣されることになった。
ヴェナールは1854年にトンキンに密入国し、ベトナム語を学び、司教に仕えた。当時の状況はキリスト教徒に対して過酷であり、迫害も激しかった。彼は洞窟や隠れ家に避難し、カトリック教徒の村人たちに守られた。彼はパウロ書簡をベトナム語に翻訳し、神学校の校長に任命もされた。1860年、彼は村人に通報されて捕らえられ、翌年斬首刑に処された。
ヴェナールが生涯を通して、特に宣教師時代に書いた多くの手紙は、彼の死後、弟のユゼブによって収集・出版された。それらの手紙はフランスで大きな反響を呼んだ。リジューのテレーズは、彼の著作を読んで「これらは私の考えであり、私の魂は彼に似ている」と述べ、彼を自分に似た聖人とみなし、カトリック信者の内で、彼を19世紀で最も人気のある殉教者の一人とする一助となった。テオファン・ヴェナールの霊性とリジューのテレーズの霊性には、霊的な小ささを求める点でも、宣教のビジョンにおいても、多くの共通点がある。
テオファン・ヴェナールの列福のプロセスは、彼の死後まもなく始まった。1909年に教皇ピオ十世により列福され、1988年にヨハネ・パウロ二世により列聖された。ローマ殉教者列伝では2月2日に、ベトナム殉教者列伝では11月24日に記念されている。

## 経歴

### 幼少期および中学校まで

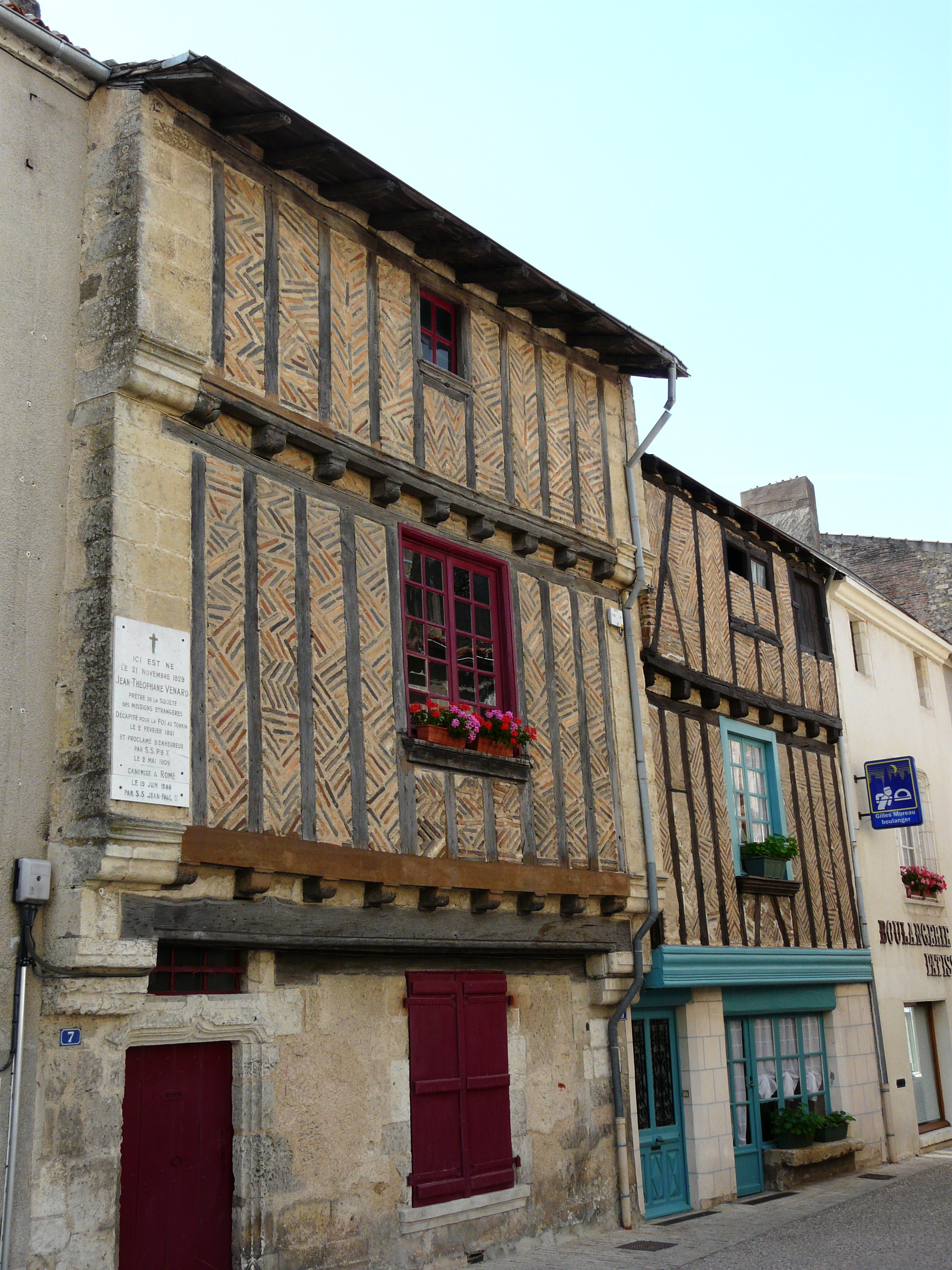
テオファン・ヴェナールの生家（フランス、ドゥ=セーヴル県サン＝ルー＝ラメレ (Saint-Loup-Lamairé)県サン＝ルー＝シュル＝トゥーエ (Saint-Loup-sur-Thouet)）

テオファン・ヴェナールは、1829年11月21日にサン＝ルー＝シュル＝トゥーエ (Saint-Loup-sur-Thouet) で誕生した。敬虔なカトリック教徒の教師の息子であり、ジャン＝テオファンとして洗礼を受けた。4人兄弟の2番目であり、姉にメラニー (Mélanie) 、弟にユゼブ (Eusèbe) とアンリ (Henri) がいた。アジアでの宣教師の生涯を記した『信仰普及協会年報 Annales de la propagation de la foi』でジャン＝シャルル・コルネの殉教者伝を読み、「僕もトンキンに行きたい、僕も殉教者になりたい（"Moi aussi je veux aller au Tonkin, moi aussi je veux être martyr")」と、宣教師そして殉教者になりたいという願いを9歳の時に初めて口にした。この望みは、その後の10年間にわたって顕在化することはなかった。
村から50キロ離れたドゥエ＝ラ＝フォンテーヌのコレージュで勉強を続け、1841年に寮生となった。家族との別離は子供にとって辛いもので、（寮から）逃げ出したいと口にすることがあった。とはいえ、妹のメラニーに宛てた手紙には、ロザリオを唱えたり、カトリックの信仰を広めるために献金をしたりと、宗教的な活動をしていたことが書かれている。彼は良い生徒であったが、教師たちは彼の気性の荒さ、怒りっぽさに気づいていた。

1843年4月28日（木）に初聖体を受けることができることを知った彼は、優秀な成績を収めるために懸命に努力していると両親に手紙を書いた。1843年の初め、彼は健康状態の悪かった母親の死を知った。この出来事が、姉メラニーとの非常に深い関係の始まりとなった。弟のアンリもドゥエの寮生となったが、テオファンは彼の信心深さに失望した。家計が苦しかったため、父親は節約のために息子たちに休日に家に帰らないよう求めた。
1847年2月14日、18歳のテオファンは自分の（司祭になるという）召命についての疑義を表明した。テオファンはある危機を迎えていた。それは、テオファンが召命に見出していた偉大さに対する危機であったように思われる。
「学業も終わりに近づいているのに、自分の天職が何なのかいまだにわからない。それが僕を苦しめている。司祭になるのはなんて美しいことなのだろう、初ミサを捧げるのはなんて美しいのだろう、と自分に言い聞かせている！　でも、司祭は天使たちよりも純粋でなければならないのだ！ だから、まだ迷っているんだ」。
このような疑問を感じながらも、彼は神学校を目指して勉強を続けた。

### 神学校生活

#### モンモリヨン小神学校およびポワティエ大神学校

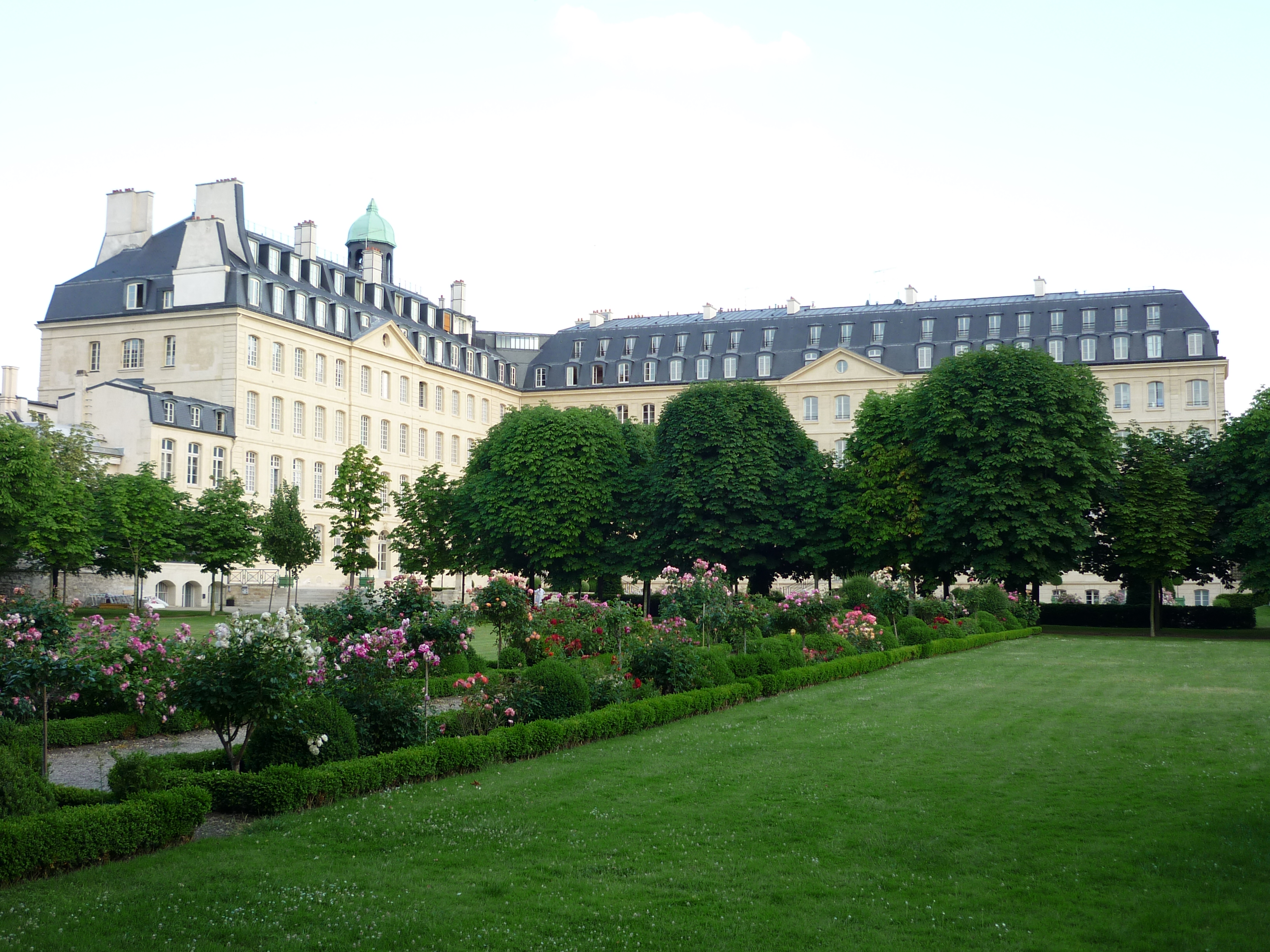
パリ外国宣教会の神学校の遠景。

テオファン・ヴェナールはモンモリヨンの小神学校 (petit séminaire) に入学した。彼は以前と同じように幸せな良い生徒だったが、小神学校の規律に自由と自主性がないことに反発した。
「校舎の埃を拭きながら、もうすぐ7年になる！　私はもう子供ではない。一人の人間としての生活を味わいたいのだ。足音や机の音、人の出入りの耳障りな騒音の中で、書斎ではなく部屋で一人で呼吸したいのだ。それは殉教の苦しみだ...。このような生活を楽しむには召命が必要だが、私には学校での召命はない」。
彼は、同じく司祭になることを望んでいた弟のユゼブに長い手紙を書き、演技を始め、劇ではコミカルな役を演じた。
1848年、彼はついにポワティエの大神学校 (grand séminaire) に入学した。カソックを着て、自分の部屋を持ち、とても幸せそうにしていた。
「地上の天国だ。主の家に住まうことはどれほど幸せか！」
テオファンは勉学に熱中し、ギリシャ語とヘブライ語を学び、優秀な成績を収めた。彼の行動には、もはや以前のような不規則さや怒りっぽさは見られなくなった。
この時期、彼は家族との手紙の中で、パリ外国宣教会の宣教師や神学生について言及することが多くなった。パリ外国宣教会へのこの控えめな関心は、宣教師としての召命が、船での旅やキリスト教徒に対する迫害などのために非常に困難で危険なものであった時代に、テオファンがパリ外国宣教会に入会するために家族に準備させた方法であった。パリ外国宣教会に入会を希望することは、家族にとって受け入れがたい決意表明であった。1850年の休暇中、彼は家族のもとに戻り、姉のメラニーに密かに自分の意志を伝え、秘密を守らせた。1850年12月21日に副助祭に叙階され（註：副助祭とは、下級聖職４職に対する上級聖職である司祭・助祭・副助祭のうちの最下級。司祭に叙階されるまでの間、各聖職へ段階的に叙階が行われる）、ピ (Pie) 司教から、パリ外国宣教会の神学校に行くためにポワティエ教区を離れる許可を得た。1851年2月7日になって初めて、父親に宣教師になる自身に対し祝福を求める長い手紙を書いた。

#### パリ外国宣教会神学校
テオファン・ヴェナールは1851年3月3日、フランソワ・アルブラン神父の指導の下、パリ外国宣教会神学校に入学する。この時生まれて初めて汽車に乗った。彼は3月7日に姉に手紙を書き、家族に対してこの驚きを表現し、また家族に送るためにダゲレオタイプを撮影した。後に司教となるジョゼフ・テュレルや、後にインドで宣教師となるシャルル・ダレとも親交を深め、3人とも完璧を求める点で共通していた。近代主義に関心を持ち、物理学、博物学、地理学に熱中したが、ロマン主義運動には批判的で、馬鹿げていると感じていた。また、家族や友人に多くの手紙を書き、書簡著者としての才能を開花させた。
一方、1851年12月2日のクーデターを受けて、パリの情勢は緊迫し、4日には最初のバリケードが出現した。彼は手紙を書いて親しい人々を安心させ、また、ある手紙の中では肯定的な社会的展望を示した。
「もし危険があるとすれば、それは誰にとっても、特に金持ちの悪いキリスト教徒にとってであろう。労働者階級は、もはや神を信じず、地上での生活を楽しみたいと思っている。また、何も所有していないので、所有している人々に対する反乱を起こしている」。
1851年12月20日の国民投票では、自分の一票がどのような利益をもたらすのかに確信が持てなかったにもかかわらず、投票することで市民の義務を果たした。
「自分がしていることが正しいのか間違っているのかよくわからないまま、投票用紙に賛成と書いた。（これが正しいと）誰にわかるのか？　私は神に、最初で最後かもしれない、私の市民としての行為について責任を問われないよう祈ります」。
パリ外国宣教会に積極的に参与し、すぐにオルガニスト、聖堂管理者、掃除長になった。1851年9月20日に助祭に叙階された。宣教師の必要性から、彼は司教に司祭叙階の免除を願い出、それが認められて中国に出発することになった。1852年6月5日（土）、パリのノートルダム大聖堂で、マリ・ドミニク・オーギュスト・シブール司教によって司祭叙階された。3週間近く、おそらく腸チフスであったと思われる重い病気にかかっていたが、無事に回復した。
翌9月13日、ヴェナールの中国への派遣が正式に発表された。彼はとても喜んだが、彼が特に尊敬していたジャン＝シャルル・コルネが殉教した地であるトンキンへの派遣を希望していた。派遣式は9月16日、パリ外国宣教会の小聖堂で行われた。

### 船旅と途中での待機

#### アジアへの船旅
1852年9月16日、ヴェナールはラヴィーン (Lavigne) およびジョゼフ・テュレルを含むパリ外国宣教会の他の宣教師4人と共にアンヴェール（アントウェルペン）を出発した。彼らが乗船したフィロタックス号（Philotaxe）は9月23日にアンヴェールを出港したが、北海の嵐による被害のためプリマスに寄港することになった。彼は家族に旅の様子を綴った手紙を定期的に送っていた。船は喜望峰を通過し、クリスマスにはマダガスカルに到着した。その後、船はオランダ領東インドのスンダ海峡に向かった。これは宣教師たちにとって熱帯の暑さを知る機会であり、またジャワ島での停泊中にアジア人と初めて出会う機会でもあった。5ヶ月間の船旅ののち、一行はシンガポールに到着した。
シンガポールで宣教師たちは別れ、2人はカンボジアに向かい、テオファン・ヴェナール、テュレル、ラヴィーンは中国へと向かった。彼らは新しい船、アリス・モード (Alice-Maud) 号に乗り込み、かなり困難な航海を経てジャンク船で香港へと向かった。7ヶ月以上の航海を経て、1853年3月19日に現地に到着した。

#### 香港
香港で、テオファン・ヴェナールは中国への派遣命令を待った。彼は一通の手紙も届かないことを悲しみつつ、中国語の勉強を始めた。中国語の勉強は彼にとって非常に難しいものであり、「この言語と文字は、宣教師がこの言葉を勉強するのをより難しくするために、悪魔が発明したものであると信じたくなります」と彼は書いている。また香港の猛暑にも耐えなければならず、体調を崩してしまった。友人のテュレルがトンキンに戻ったときも、彼はまだ派遣命令を待っていた。テオファンの中国への派遣が慎重を期して中断されていたにもかかわらず、彼はパリ外国宣教会の長上たちに、自分を派遣してくれるように要請した。
もう一人の旅仲間であったラヴィーンが、健康上の問題でついにフランスに戻ることになった。テオファンは友人のダレとも文通しており、インドで宣教師をしていたダレは、彼の落胆ぶりを語っている。
14ヶ月以上待たされた後、パリ外国宣教会から新たな命令が届いた。「トンキンのダイヤモンド」へ出発するようにという命令である。テオファンは家族や友人にトンキンへ旅立つ喜びを、友人のダレには殉教者の地へ旅立つ喜びを綴った。「ああ、親愛なるダレ神父、殉教のことが頭をよぎるたびに身震いします。それは誰にでもに与えられるものではない、素晴らしく良いものです」。
1854年5月26日、彼は友人のルグラン・ドゥ・ラ・リライ とともに中国の密貿易船に乗り、ハロン湾を経由してトンキンに入った。トンキンへの出発の日、彼はパリ外国宣教会のメンバーであったジャン＝ルイ・ボナールがナムディン県で斬首刑が執行されたことを知る。オーギュスタン・ショーフラーの死から1年後のことであった。

### 宣教師として

#### 密入国

テオファン・ヴェナールがトンキンへ向かう途中で通過したハロン湾のカルスト山脈。

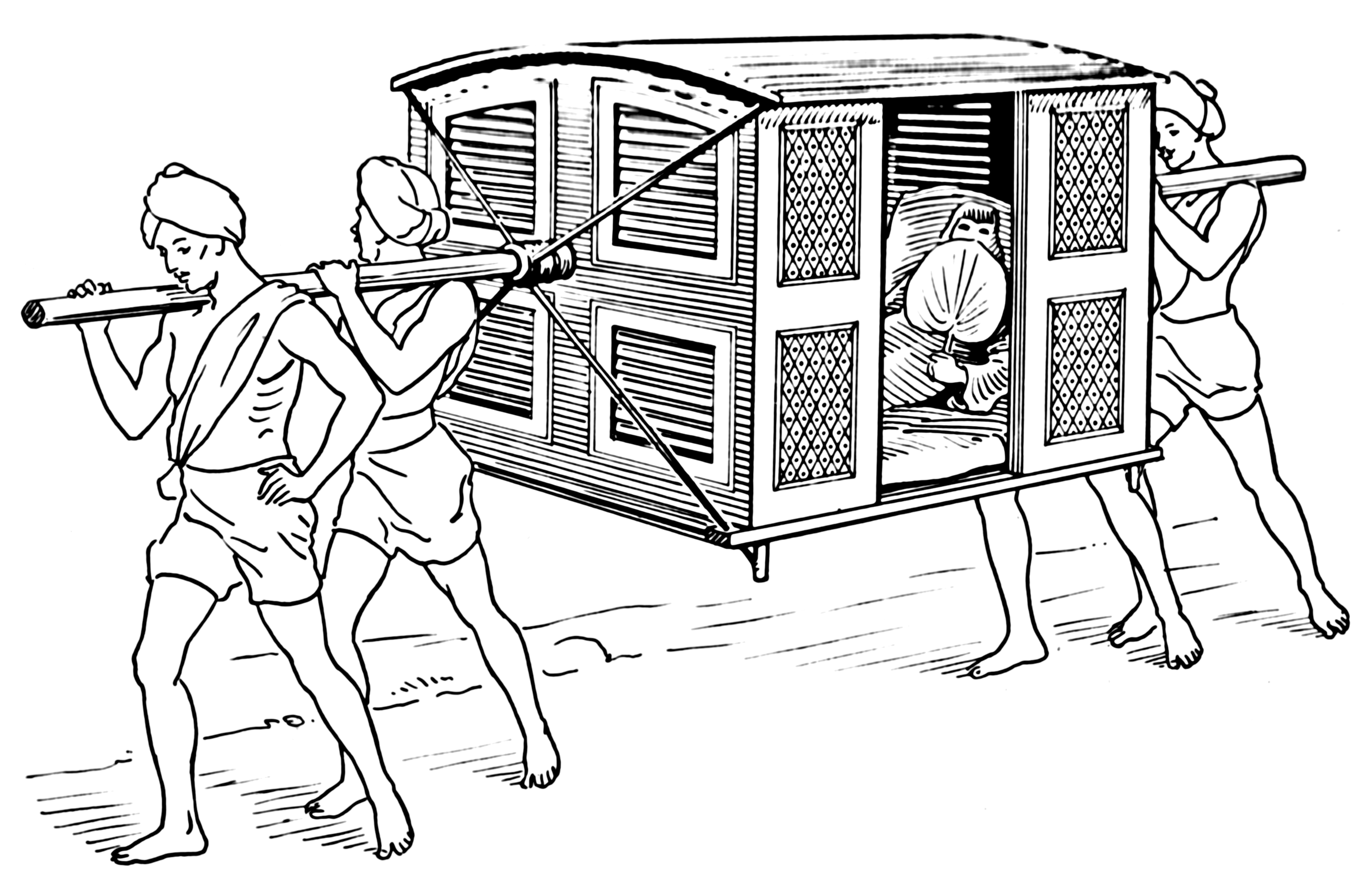
テオファン・ヴェナールが村々を横断するために隠れていた輿の一例。

テオファン・ヴェナールのトンキンへの渡航は秘密裏に行われた。彼と同行者のルグラン・ド・ラ・リライは、キリスト教徒が迫害されている国での取締りを避けるため、トンキンに入るとすぐに身を隠した。ベトナムの阮朝の皇帝であった嗣徳帝が発布した勅令は、トンキン領に入るいかなる司祭をも非難し、「ヨーロッパ人の司祭は海や川の淵に投げ込まれなければならない。安南人の司祭は、十字架を足で踏みつけようと踏みつけまいと、胴を真ん中で切り落とされ、法の厳しさを誰もが知ることになる」とした。この皇帝は、祖父の明命帝と同じキリスト教徒に対する政策、つまりキリスト教徒であると主張する者を死刑にする過剰な迫害を行いたかったようである。
テオファン・ヴェナールとルグラン・ド・ラ・リライは1854年6月23日に下船し、数日間休養した後、西トンキンでの宣教に参加するため、コーチシナの案内人と共に密かにこの地を横断した。村々を通過する際には、正体がばれないようにカーテンのついた輿の中に隠れた。彼らは紅河に到着した後、上流のヴィンチーまで行き、そこで1854年7月13日に司教に面会した。

#### トンキンでの宣教活動

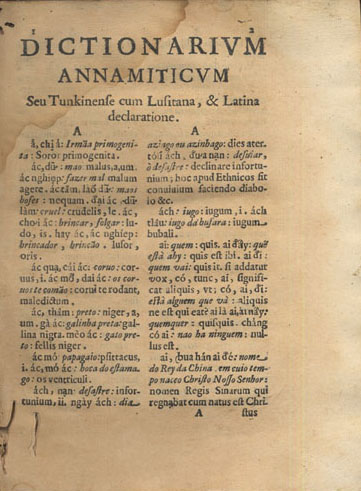
1651年に書かれた羅越辞典の1ページ。パリ外国宣教会創設者の アレクサンドル・ドゥ・ロードによる。

到着にともない、この若い宣教師にひとつの驚きが訪れた。ピエール＝アンドレ・レトール (Pierre-André Retord) 司教は26人の司祭叙階式を盛大に準備しており、式典は公式な軍隊の面前で行われた。皇帝は非常に反キリスト教的な政策を展開していたが、西トンキンでは状況は異なっていた。その総督フン・ド・ナムディン（皇帝の義父）は、ポール・バオ＝ティン司祭によって目の病気を治された。司祭は、自分の権力下に住むキリスト教徒を心配させないようにと頼んだ。総督はこの約束に拘束されたため、皇帝の勅令が適用されなかった西トンキンではキリスト教徒が迫害されることはなかった。神学校の院長に昇進したポール・バオ＝ティンは、近隣の地域がキリスト教徒にとって非常に困難な状況であったにもかかわらず、この状況を利用して公に儀式を行った。
テオファン・ヴェナールはすぐにコーチシナに溶け込み、特にハーモニウムを携えてやってきたことは司教を喜ばせ、司教は彼を音楽監督に任命した。
中国語に対する苦手意識とは対照的に、ヴェナールはベトナム語を容易に習得した。これは特に、パリ外国宣教会の創設者の一人であるアレクサンドル・ドゥ・ロードが17世紀に考案した、ベトナム語のローマ字表記である quốc ngữ（クオック・グー、國語）に負うところが大きい。
ヴェナールはすぐにベトナム語で最初の説教を行った。テュレルは彼についてこう書いている。
「ヴェナール神父は正しいアクセントでベトナム語を話すようだ。ヴェナール神父はベトナム人と特別な絆で結ばれていると感じており、ベトナム人信徒はヴェナール神父にとても感謝している。彼はすでにピエール＝アンドレ・レトール司教のキリスト教共同体訪問に同行しており、すぐに運営管理を手伝うことができるようになった」。
ベトナムの政権側にとって非常に有利な状況であったにもかかわらず、ヴェナールはそれを最大限に活用することができた。西トンキンのキリスト教徒にとって状況は非常に好ましいものであったが、それでもテオファンは11月1日、皇帝のマンダリンがこの地方を訪問したため、逃亡して身を隠さなければならなかった。このような訪問はますます増え、テオファンとその仲間は身を隠さなければならないことが多くなった。
1856年末、ヴェナールは重い病に倒れた。肺結核と診断され、当時としては非常に深刻な状態であった。彼は死期が迫っていると思われたので、2度にわたり終油の秘蹟を受けた。宣教会の負担にならないよう、彼はベトナム人と同じ治療を受けることに同意した。治療は鍼灸であった。レトール司教が香港のパリ外国宣教会の責任者に対して以下のように書き送ったように、ヴェナールは回復した。
「ヴェナール神父はまだ病弱だと思われていますが、この名誉ある職を辞したようです。彼は決して丈夫ではありませんが、病気でもありません。慎重を期してあらゆる予防策を講じることで、健康を維持できるようです」。

#### キリスト教徒に対する迫害
嗣徳帝は、1852年のジャン＝ルイ・ボナール以来、国内で宣教師が発見され処刑されていないことに驚いていた。そこで彼は、1857年にキリスト教徒に対する勅令を執行するために、帝国全土に監察官を派遣することを決定した。1857年2月27日、そのうちの2人がキリスト教徒を発見し、神学校の責任者であったポール・ティン神父を逮捕した。検査官たちは彼をナムディンの総督のもとに連行した。総督は、キリスト教徒を甘やかしたという非難を排除するために、彼に死刑を宣告し、神学校を破壊することを決定した。総督は、反キリスト教のパンフレットを県知事に送り、近隣の県の県知事にも同じことをするよう警告した。この方針転換はキリスト教徒に対する迫害の波を引き起こし、フンイェン県知事は1,000人以上のキリスト教徒を殺害した。
兵士たちは1857年3月1日に帰還し、宣教師たちはサンパンで川を遡って逃げなければならなかった。その日、神学校は完全に破壊された。ヴェナールとレトールはデルタ地帯に接する石灰岩の山に避難し、そこでポール・ティンが死刑判決を受けたことを知った。ポール＝アンドレ・レトール司教は、迫害が緩やかなハノイ県のカステックス神父のもとで働くため、テオファン・ヴェナールをハノイの南に位置するホアングエンに派遣することを決めた。そこに到着すると、カステックス神父が臨終で苦しんでいるのを発見した。彼は数日後に死亡し、その後をヴェナールが引き継いだ。彼は姉に手紙を書き続けていたが、おそらく彼女を心配させないため、慎重かつ冷静な記述に留めていた。一方で、ダレ神父に宛てた手紙には迫害の残酷さが記されている。

#### 隠密行動と逃亡

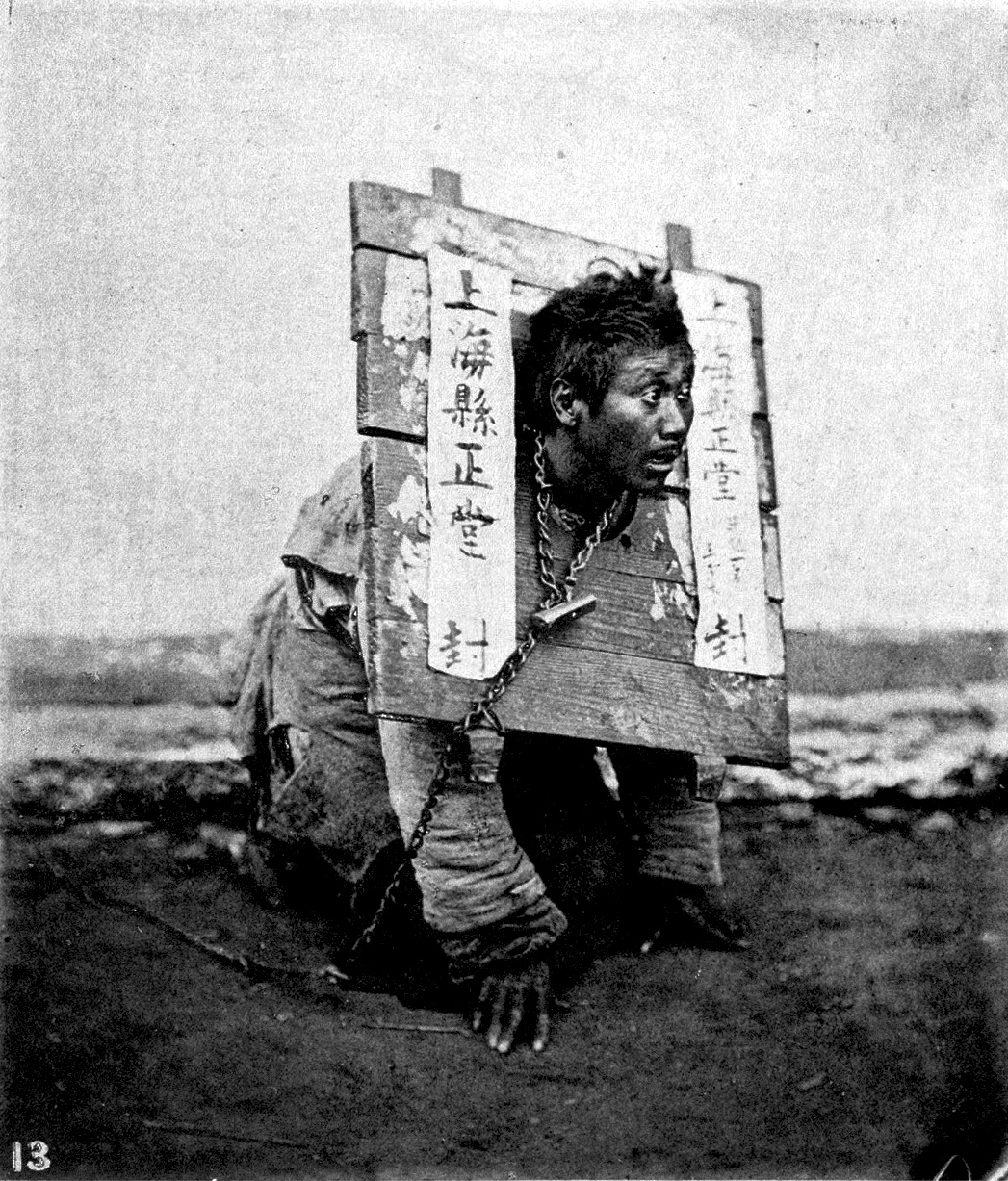
1870年に上海で撮影された、カングーで罰せられる男の写真。

テオファン・ヴェナールは目立たないようにしつつ、あくまで自分の使命を続けようとした。トンキンのキリスト教徒たちの保護のおかげで、危険が迫ればすぐに逃げることができ、迫害から逃れることができた。しかし、ヴェナール師とテュレル師が書いた手紙は、香港に向かう途中の中国人密入国者の手荷物の中にあり、国王の兵士の手に落ちることとなった。こうして総督は、捕らえようとしていた2人の宣教師の存在を知った。 キリスト教徒に警告されたヴェナールは逃亡するが、ベトナム人カテキスタ（公教要理を講じる信徒）2人が捕らえられ、カングーを装着された。
山中に避難したレトール司教は、捜索を落ち着かせ、兵士たちの熱狂を避けるために、テオファン・ヴェナールとジョゼフ・テュレルに完全に姿を消すよう命令した。その後、彼らはキリスト教徒が定期的に物資を供給していた山中のドン・チェムに向かった。トラ狩りを装ったベトナム人の追手に遭遇し、再び逃げなければならなくなった彼らは、キリスト教徒の村人たちが掘った地下トンネルに隠れ、村に避難した。

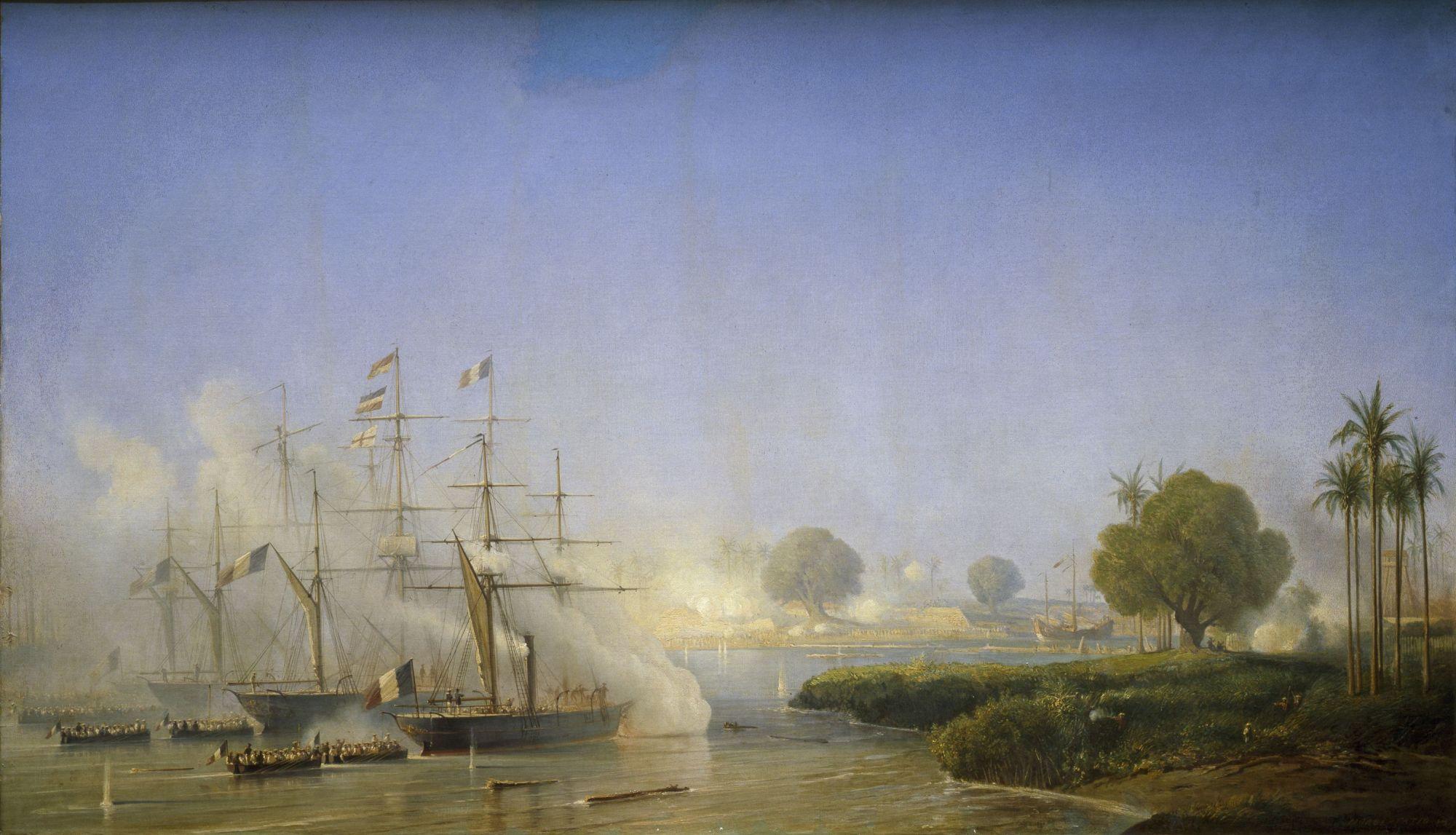
1859年のサイゴンの戦いの表現、油彩・キャンバス、アントワーヌ・レオン・モレル＝ファシオ画。

これらの迫害に加えて、フランスの態度はキリスト教徒に対する不信感を強める一因となった。フランスのコルベット艦が何度か現れてフランス人宣教師の到着を告げ、彼らの保護を求めた。このコルベットの到着は、特に1858年にベトナム艦隊の壊滅につながったトゥーランの戦いの後、シャルル・リゴー・ドゥ・ジュヌイ提督の戦隊が何ヶ月もトゥーラン (Tourane) 港に停泊して以来、皇帝を苛立たせた。最終的に、提督はサイゴンへ向かうことを決意するが、これがベトナム帝国とフランスとの戦争によるキリスト教徒の状況をさらに悪化させる一因となった。
テオファン・ヴェナールは隠密生活という非常に困難な状況の中で暮らしていた。彼は村から村へと移動し、隠れ場所や二重の仕切りの後ろに隠れ、時には太陽を見ないこともあった。隠密生活の中で、彼はしばしば修道女や、アマンテス・ドゥ・ラ・クロワの会員たちの助力から恩恵を受けており、また彼らの霊的な父親となった。 彼がなんとか書き上げた手紙には、非常に困難な生活状況が記されている。
  「あなた方は私たちにこう尋ねるかもしれません。どうすれば気が狂わずに済むのでしょうか？　常に四方の壁の狭さに囲まれ、手で触れられる屋根の下、クモ、ネズミ、ヒキガエルを友とし、常に低い声で話すことを強いられ、司祭が捕らえられ、首を切られ、キリスト教社会の破壊という悪い知らせが毎日襲いかかります。異教徒の間で破壊され、散り散りになり、背教した多くのキリスト教徒、そして毅然としたままの人々は不健全な山に送られ、そこで見捨てられて滅びます。そしてこれは最後がどうなるかを誰も予測することができないまま、あるいはむしろそれをあまりにもよく予測しすぎています。落胆や悲しみの誘惑に抵抗するには特別な恵みが必要であることは認めます」。
1858年10月22日、レトール司教は熱病のため死去した。その後、ジャネ (Jeannet) 神父が使徒座代理に就任し、ジョゼフ・テュレルを後継者に選定した。テュレル神父は1859年3月6日に極秘に司教に叙階された。新司教は宣教師たちに伝道の成果について報告するよう求めた。ヴェナールは返事の中で、カテキズム（公教要理）を教えることの難しさについて語り、パウロ書簡のベトナム語訳を添付した。これらのすすめに基づき、テュレル司教はヴェナールを神学校の校長に任命した。
1860年1月15日、ヴェナールは、テュレル司教の許可を得て、ルイ＝マリー・グリニョン・ド・モンフォールの祈りに従い、聖母マリアに身を捧げた。 それ以来、彼は自分の手紙に Mariae Servus (羅: マリアの侍者)を縮めた「MS」と署名するようになった。
彼は隠密生活を続け、別の村ケベオ (Ke-beo) に行くことにし、そこで老婆と一緒に隠れた。この村人の甥の一人がこの老婆を訪ねてきて、彼女の家にキリスト教徒がいることを告発した。1860年11月30日、この家を兵士たちが訪れ、壁を破って二重の仕切りの中に隠れていたヴェナールを発見した。

#### 拘留および処刑

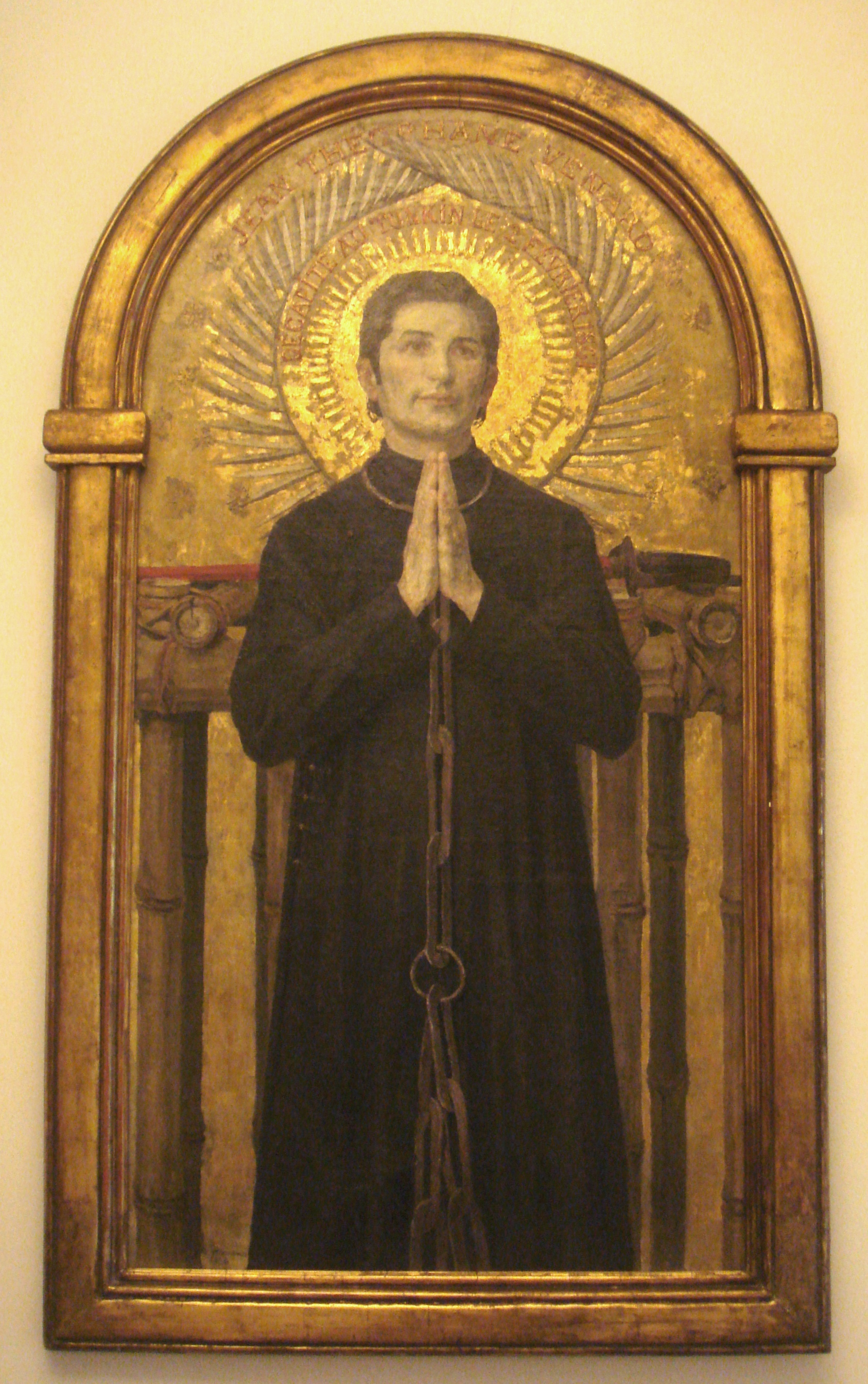
鎖につながれたテオファン・ヴェナール（パリ外国宣教会のチャペルの絵画）。

捕らえられたテオファン・ヴェナールは、ハノイの総督の宮殿に連行され、そこで鎖でつながれて檻の中に閉じ込められた。総督は尋問のために人を送ってよこした。尋問中、ヴェナール宣教師は総督に非常に良い印象を与えたので、彼はヴェナールを蚊帳で囲んだより大きな檻に収監し、十分な食事を与えるように言いつけた。
ハノイ当局が皇帝に報告書を送っている間、テオファン・ヴェナール神父は時々檻から出て外で散歩することを許されており、時には看守たちと少し食事をすることもできた。 また手紙を書くことも許されており、3人の隠密キリスト教徒に手紙を託していた。兵士、毎週金曜日に聖体を届ける料理人、そして最後の告解のために密かに司祭を連れてくる警察官である。
1861年1月20日、テオファン・ヴェナールは家族に告別の手紙を書いた。
「まだ判決が出ていないので、おそらくこれが最後になるであろう、お別れのお手紙をもう一度送りたいと思います。 刑務所での日々は穏やかに過ぎていきます。 私の周りの誰もが皆、私を尊敬し、多くの人が私に同情しています。最上級のマンダリンから最下級の兵士に至るまでの皆が、この王国の法律が私に死刑を宣告することを非常に残念がっています。私は多くの霊的兄弟のように拷問に耐える必要はありませんでした。サーベルの一振りで私の頭は切り落とされます。庭の主人が楽しみのために摘む春の花のように。私たちは皆、この地上に植えられた花にすぎず、神がご自身の時に、少し早く、または少し遅く摘み取られるのです。ある人は紫のバラ、またある人は童貞のユリ、そしてまたある人は謙虚なスミレです。私たちは皆、各自に与えられた香りや輝きに応じて、主権者である主人を喜ばせるように努めましょう」。
2月2日の朝に県知事がヴェナールの斬首刑を宣告したため、ヴェナールは紅河に運ばれた。川辺でヴェナールは裸になり、ひざまずき、両手を後ろ手に縛られた。死刑執行の際、酒に酔った死刑執行人は、死刑囚の首を5回切ろうとした。最初のサーベルの一撃は頬をかすめただけであったが、二撃目は喉に当たった。
キリスト教徒たちはヴェナールの遺体を埋葬し、その首は3日間竿の先に飾られた後、川に投げ込まれた。キリスト教徒であった警官のポール・モイは、漁師に指示して遺体を回収させ、ヴェナールの隠れ家を知っていた2人の司教のもとに運ばせた。彼らは遺体を櫃に入れてから埋葬した。半年後、夜間にキリスト教徒らが遺体を掘り起こし、ドン・トリ教区の墓地に埋め戻した。

## 霊的遺産

### リジューのテレーズの霊性との類似点
テオファン・ヴェナールが培った霊性には、後に教会博士となったリジューのテレーズの霊性と多くの共通点がある。リジューのテレーズは、自分の霊性を「小さな道」、つまり霊的な子供時代の霊性と表現している。彼女は1896年11月にテオファン・ヴェナールの物語を知る前に、すでに霊的思想のほとんどを発展させていたが、多くの要素がそれらの霊性の間に大きな類似点を示しています。 これらの類似点が、テレーズのテオファン・ヴェナールへの崇敬の要因の一部であることは疑い得ない。彼の著作を読んだ後で、彼女はこう叫んでいる。「これは私の考えたことであり、私の霊魂は彼に似ている」。 
テオファン・ヴェナールとリジューのテレーズの霊性における2つの主な類似点は、霊的な子供時代と呼ばれるものと、宣教の概念に関するものである。霊的な子供時代とは、弱さや小ささにも関わらず、あるいはそのおかげで神を信頼する霊性として定義できる。これは、子供のように父と向き合い、愛から自分を神に受け入れ、神に捧げることにつながる。 2つ目の共通点は宣教活動の概念である。宣教と殉教とは、19世紀に、特にパリ外国宣教会内で密接に結びつき、会員の多くがアジアでのキリスト教迫害の犠牲となり、殉教者として死亡した。 テオファン・ヴェナールが展開した宣教学は、リジューのテレーズが著書で展開した宣教学と多くの点で類似する。

### 「小さな道」の霊性の嚆矢

#### 小ささについて
ヴェナール神父は手紙の中で、宣教師としての召命を前にした自分の小ささ、人間としての弱さについてしばしば述べている。司祭になるためには聖くなければならないと、姉のメラニーに宛てた手紙の中で述べている。
「しかし、このような考えが頭に浮かびました。これはすべて良いことであることに疑いの余地はありませんが、実際のところ、司祭職とは何でしょうか？ それは、すべての世俗的なものからの離脱であり、すべての一時的な利益を完全に放棄することです。司祭になるには、聖くなければなりません。他人を導くには、まず自分自身を導く方法を知らなければなりません」。
リジューのテレーズも、自分の召命の偉大さに対して同じような疑問を抱いていた。
「私の魂には、かつて見たこともないような嵐が吹き荒れた。それまで、自分の召命について一点の疑念も生じなかったのに、この試練を受けなければならなくなった......。カルメル会の生活はとても美しいと思ったが、悪魔は私に、この生活は私のために作られたものではない、私は召されてもいない道を進んで修道院長たちを欺いているのだという確信を植え付けた」。
テオファンは花の比喩を使って、各人の居場所を表現している。庭には大小さまざまな花が咲いているが、各人には特定の居場所がある。
「ある人は紫のバラ、またある人は童貞のユリ、そしてまたある人は謙虚なスミレです。私たちは皆、各自に与えられた香りや輝きに応じて、主権者である主人を喜ばせるように努めましょう」。
テレーズは、同じ植物学的な比喩を用いて、各人の召命について語っている。
「長い間、私は、なぜ善なる神が [中略] 選り好みをなさるのか不思議に思っていました。主は私の目の前に自然の書物を置かれ、主が創造された花はすべて美しいこと、バラの輝きやユリの白さは、小さなスミレの香りやヒナギクのうっとりするような素朴さを奪うものではないことを理解した......。もしすべての小さな花がバラになりたがったら、自然は春の美しさを失い、野原には花が点在しなくなるだろうことを私は悟った」。
テオファンは姉に、自分は彼女が思っているような聖人ではないと語った。彼は自分の限界を自覚し、彼女にこう書き送った。 
「親愛なるメラニー、あなたの善良な心の中では、私を偉大な聖人のように思われていると確信しています。病気が私の哀れな体を壊し、私の心を萎えさせ、心を鈍らせました。私の霊的な惨めさをあなたに告白します。そうすれば、あなたはそれを気の毒に思い、あなたの弟のために祈ってくれることでしょう」。
このような心境は、リジューのテレーズが Histoire d'une âme『ある霊魂の物語』の中で述べている心境に近いといえよう。
「私は聖女にはほど遠い。私は本当に聖女にはほど遠いのです。私は自分の乾きを喜ぶ代わりに、それを私の熱意と忠実さの欠如のせいだと考えるべきです。最後に、主は私の弱さを見抜かれ、私たちが塵にすぎないことを思い出されたのだと思います」。
このような不甲斐なさは、テオファンの謙遜と慎みへの願いに反映されていた。パリ外国宣教会神学校での養成中に、テオファンはこのような決意を記している。「自分の行動において、自分を目立たせるようなことは避けなければならない。真の徳は単純で目立たないものでなければならない。したがって、常に謙遜、愛徳、慎み」。この慎みと謙遜の探求によって、テオファン・ヴェナールは司教に宛てた手紙に petit enfant Ven「小さな子供のヴェン」と署名するようになった。

#### 神に対する内的信頼
テオファンが描写した「小ささ」は、弱さにもかかわらず彼を神に信頼するように導いた。 したがって、小ささや弱さは困難に直面したときの財産となった。生涯の最後の年に、彼はキリスト教徒に対する迫害に直面したが、落胆しないために必要な力を引き出したのは、内なる神への信頼からであった。  
「私は今、信仰の告白者たちの闘いの場におります。主は、この世の偉大な者たちを惑わすために、小さな者たちを選ばれる。主がこの世の偉い人たちに恥をかかせるために小さな人たちを選ばれたというのは、まさに真実です。 私の苦労を知れば、私の勝利も知ることができると信じています。私は自分の力に頼っているのではなく、十字架上で地獄とこの世の力を打ち破った方の力に頼っているのです」。 
テレーズが著書の中で展開しているのも、神に対するこの同じ内なる確信である。
「...私は今も、偉大な聖人になるという大胆な確信を抱いています。というのも、私は自分の功徳を当てにするのではなく、徳であり、聖性そのものであるかたに期待するからです。私の弱々しい努力に満足することなく、私を御前に引き上げ、御身の無限の功徳で私を覆い、私を聖なる者としてくださるのは、御身だけなのです」。
神はすべてをなしうるお方であり、私たちが信頼できるお方である。最後の手紙の中で、テオファン・ヴェナールは庭に喩え、その概念を発展させている。
彼はすべての人を花に見立て、神を庭師に見立てている。父に宛てた別れの手紙の中で、彼は自分自身を花のように表現している。「軽いサーベルの一撃が、私の頭を切り離すでしょう。庭の主人が楽しみのために集める春の花のように」。彼は比喩的にこうも語る。「私たちは皆、この地上に植えられた花であり、神によってその時々に摘まれるものにすぎません。儚い私が最初に行きます」。

#### 愛のために生きた平凡な人生

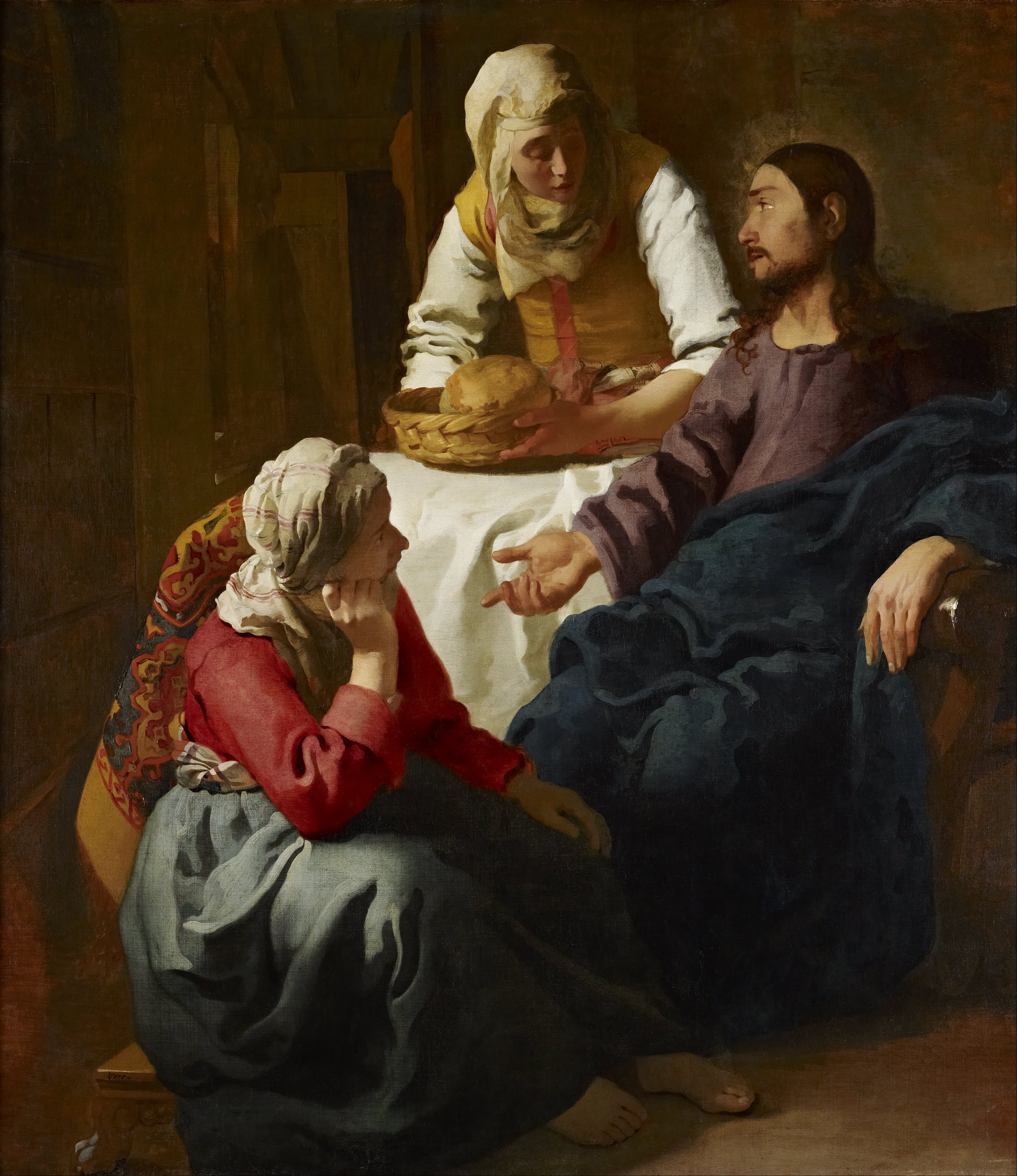
「マルタとマリアの家のキリスト」ヤン・フェルメール・ファン・デルフト、キャンバスに油彩、1654-55年、スコットランド国立美術館、エディンバラ。

神への内的な信頼は、内的な生活においてだけでなく、人生の出来事を通して神の行為を信じることにおいても現れる。テオファンはテレーズと同様、従順を通しての神の御業を信じた。最初に中国に派遣された彼は、そこで神の聖旨を見た。
「私は中国を軽視しているわけではありませんが、中国を選んだのではありません。兄弟たちの救済と神の愛の栄光のために働くことを許してくださる神のご主人がおられる場所では、私はいつも幸せすぎるのです」。
従順の誓願によって制度化されたこのキリスト教信仰の伝統的理解は、テレーズ にとって非常に重要であった。というのも、それを拒否することは彼女を「荒れた道に迷い込ませる」ことにつながるからである。
テオファンにとって、キリスト教的生活とは、偉大な行いをすることではなく、日常生活の中で神を愛し、神のために行動することを求めて毎日を生きることである。この確信は彼にとって喜びの源であり、リジューのテレーズが彼をお気に入りの聖人としたのは、彼の霊性のこの側面によるものである。
「私に訴えかけてくる魂です。聖ルイ・ド・ゴンザーグは娯楽中でさえ真面目でしたが、テオファン・ヴェナールはいつも陽気でした。聖ルイ・ド・ゴンザーグの生涯は非凡で、彼の生涯はごく平凡だったからです」。
簡素で平凡な生活の探求は、テオファン・ヴェナールの人生を決定づける要素のひとつであった。彼の死後の証言は、彼の深い素朴さを物語っている。彼は並外れた態度や資質で注目されることはなかった。
「美徳の順番で言えば、彼について特筆すべき点がひとつだけあった」と、 彼の上司の一人は語っている。「彼の言動には、使徒職への崇高な召命、ましてや殉教の召命を明らかにするような特別なものは何もなかった」。
テオファン・ヴェナールの同門の一人であったアルノー大修道院長の証言も、彼のこの素朴な態度を裏付けている。「テオファン・ヴェナールの生活は謙虚で、隠されていた。彼は自分の最も大切な願望の対象であるものを、注意深く自分のものにしていた」。
姉のメラニーに宛てた手紙の中で、彼はすべての行動を神のために、神とともに行うようにと招いている。
福音書の例を挙げて、ベタニヤのマルタのようにマリアの霊をもって行動すること、つまり、神のために考え、神のために生きながら行動することを、彼は私たちに勧めている。
「時にはマリアにしかなれないこともありますが、マルタになるときは、一人で悩み、心配ばかりしているようなマルタになってはいけません。マリアの精神をもってマルタの業を行いなさい。内的な生活、外的な生活、すべてのことをよく行い、自分の意志をイエスの意志に従わせなさい」。

#### 日々の喜び
普通の生活に困難や苦しみがないわけではなかったが、テオファンは神への信頼から、あらゆることに喜びを求めるようになった。喜びが彼のモットーだった。そのため、健康上の問題や迫害の結果など、自分に降りかかった困難について述べるとき、彼はこう書いている。
「彼にとって、喜びと陽気さはどちらも不可欠なものだった。
彼にとって、喜びと陽気さは神への信頼から生まれるものだった。彼は1854年3月にこう書いている。
「喜び万歳！　神のために働くとき、人の心は安らかである」。
彼は、喜びの探求と悲しみとの戦いは、困難にもかかわらず戦わなければならない戦いであると信じていた。弟に宛てた手紙の中で、彼は喜びの探求についての考えを述べている。
「親愛なるユゼブよ、人生はその美しい側面から見るほうがいい。悲しみはほとんど役に立たないから、落胆や嫌悪やあらゆる苦しみの中で、両手で自分の心をつかみ、それにもかかわらず、喜び万歳！　と叫ばなければならない」。
テオファンは、パリ外国宣教会の同僚に宛てた最後の手紙のように、自分が死刑を宣告されていることを知ってさえいても、なお喜ぶように、最後の手紙の中で求めている。
「さらば、この世の友よ！　もう遅いから、別々の道を歩もう。私の墓のことで泣かず、むしろ喜んでください！」
この喜びは、リジューのテレーズがテオファンを最も賞賛する要素の一つである。 
「テオファンは私を喜ばせる霊魂です......彼はいつも喜んでいました」。

### 宣教活動の霊性

#### 祈祷ーー宣教師として最も優先される行い
テオファン・ヴェナールは、自分の使命において祈りが根本的な場所であると考えている。 彼にとって、それは使命を準備する手段であり、したがって神の行動を可能にする手段となる。 アジアに向けて出発したとき、彼は弟のユゼブに次のような祈りを求める手紙を書きました。
「祈りは基本的かつ最も積極的な宣教手法です。祈りを通して、あなたは私と一緒に宣教することになります」。
祈りは行動でもある。姉のメラニーに宛てた手紙の中で、彼は祈りながらでも活動できると主張している。 福音書におけるイエスのマルタとマリアとの出会いを例に挙げ、彼はメラニーに「マリアの霊でマルタの業を行う」よう勧めている。
リジューのテレーズは、宣教の場であり支えとなる祈りという同じ概念を発展させた。事実、カトリック教会は彼女を宣教の守護聖人と宣言している。 彼女は次のように書いている。「私は行動による宣教師にはなれなかったので、愛と悔い改めを通した宣教師になりたかったのです」。

#### 霊的な父性
テオファン・ヴェナールは、カテキスタと修道女の霊的指導者になることで、ベトナムでの宣教地を発展させた。 その後、彼は自分に託された人々を神へと導くために霊的な父性を培い、神を知るための訓練と勉強を実施した。 リジューのテレーズにも同様の要素が見られる。
アジアの修道会「アマンテス・ドゥ・ラ・クロワ」の霊的指導者であるテオファンは、自分に課した規則に従うよう会員に要求した。 「アマンテス・ドゥ・ラ・クロワ」の会員たちは、彼を「何の落ち度もなかった」と断言し、時折彼を厳しいと感じたカテキスタたちも同様に回答した。リジューのカルメルの修練生の長上であったリジューのテレーズも、修練生に対して同じように厳しい態度をとった。「指摘されたことは絶対に繰り返さないという毅然とした態度を持たなければなりません。そうすれば自分を卑下することは謙虚さではなく弱さになります」。彼女はこう付け加えた。「医者は、自分が苦しめなければならない患者によって自分が軟弱になることを許しません」。
ヴェナールが「アマンテス・ドゥ・ラ・クロワ」の会員たちとカテキスタたちに向けて要求したこの実践は、部分的には生活の真の禁欲主義に由来する。「アマンテス・ドゥ・ラ・クロワ」の会員たちは、ヴェナールはほとんど食事を取らず、1日2回の食事の時には、食べ物の量や質について文句を言ったことは決してないと語っている。同様に、病気になった時には、苦痛を伴う治療を受けていたにもかかわらず、その治療について文句を言わなかったという。
テオファンは迫害から逃れ続け、過酷な生活環境に耐えながらも、聖書を安南人の言語に翻訳する作業を続けた。こうして彼は、ベトナムの神学生と司祭向けの新約聖書の翻訳を完成させ、1860年5月21日に次のように書いたように、安南人の言語で護教論文を書くことを計画していた。
「ある程度教育を受けた人々に、キリスト教は彼らが想像しているほど無知ではないことを示すことが重要です」。
信仰を伝えたいというこの熱意は、『ある魂の物語』を著して次のように宣言したリジューのテレーズの熱意と同じものであった。
「このノートを読み返してわかることは、私の霊魂そのものです！…母よ、このページはとても役に立つでしょう。 このノートを読めば、私たちは善き主の甘美さをよりよく知ることができるでしょう…」。

#### 神のための戦い
テオファン・ヴェナールの著作では、宣教活動に関する語彙は戦争の語彙に近くなっている。テオファン・ヴェナールにとって、宣教師であるということは、神の兵士として戦い、神の兵士になることを意味した。「私は新しい司祭たちの姿を見てこう言いました[…]私もいつか彼らのようになるでしょう。 いつか私はイエス・キリストの兵士となり、教会の旗が私の旗となるでしょう」。
これは、リジューのテレーズが著作の中で展開しているのと同じ概念である。「私は戦士、殉教者の召命を感じています…私は信者の勇気、教皇の宣教の熱意を霊魂の中で感じています。私は教会を守るために戦場で死にたいと思っています」。 
彼の宣教の概念により、テオファンは戦闘と男らしさを重視するようになった。 この戦いは何よりも自分の欠点との戦いであるだけでなく、友人のダレ神父に宛てた手紙の中で説明しているように、完璧の追求でもある。
  「神の人になるためには完璧な人でなければならないと思いませんか、ダレ神父よ。もし道具が目的に合っていなければ、それは半分役立たずの道具です。中途半端な使徒、中途半端な人間にはなるべきではありません。宣教師になることは偉大なことです。宣教師の任務は無限であり、到達すべきは完全です」。
テオファン・ヴェナールは、宣教師になることを、勇気と忍耐が必要な、アスリートのように登る道、道に例えています。
「地上のすべての存在には、辿らなければならない道、つまり出発点と目標があります。 海は揺れ、小川はせせらぎ、川は流れ、花は咲き、動物は草を食み、人は生き、神に向かって歩みます[…] そうですね、私は社会の真ん中に飛び込み、兄弟たちに仕えることのが待ちきれません」。 

#### 苦しみの使徒職
19世紀における（宣教学とも呼ばれる）宣教の概念は、殉教の概念と切り離すことができない。 実際、アジアでの宣教は、数多くの迫害と多くのカトリック教徒の殉教を特徴とする。 テオファン・ヴェナールは、これらの殉教によって非常に特徴づけられ、殉教の概念、つまり死ぬまで自分自身を捧げるという概念と非常に結びついた使命のビジョンを展開する。
灸治療で500箇所もの火傷を負ったとき、テオファンは文句を言わずに祈った。友人のダレ神父に宛てた手紙の中で、彼は、苦しむときは絶望と戦わなければならないこと、そして苦しみは実を結ぶことがある、と語っている。 
「私の魂は苦しみを通じて強さを増し、傷の真っ只中に新たな樹液とより堅実な気質を獲得しているように感じます」。 
テオファンは手紙の中で、自分の苦しみを捧げることで霊魂を救うことができることについて以下のように述べている。 
「苦しみは私の分け前であり、霊魂の代価です。 これからは、荒涼とした悲しい出来事、封鎖、迫害、逃亡と死といった悲しく寂寞としたこと以外は、ほとんど話題にすることはありません」。
リジューのテレーズは、愛から受け入れられる使徒職の条件である苦しみについて同じ概念を展開する。
「そう、苦しみは私に両手を広げ、私は愛をもってその中に身を投じました。イエスは十字架を通して私に魂を与えようとされたのだと理解させてくださったのです」。

#### 痛みを伴う疎外

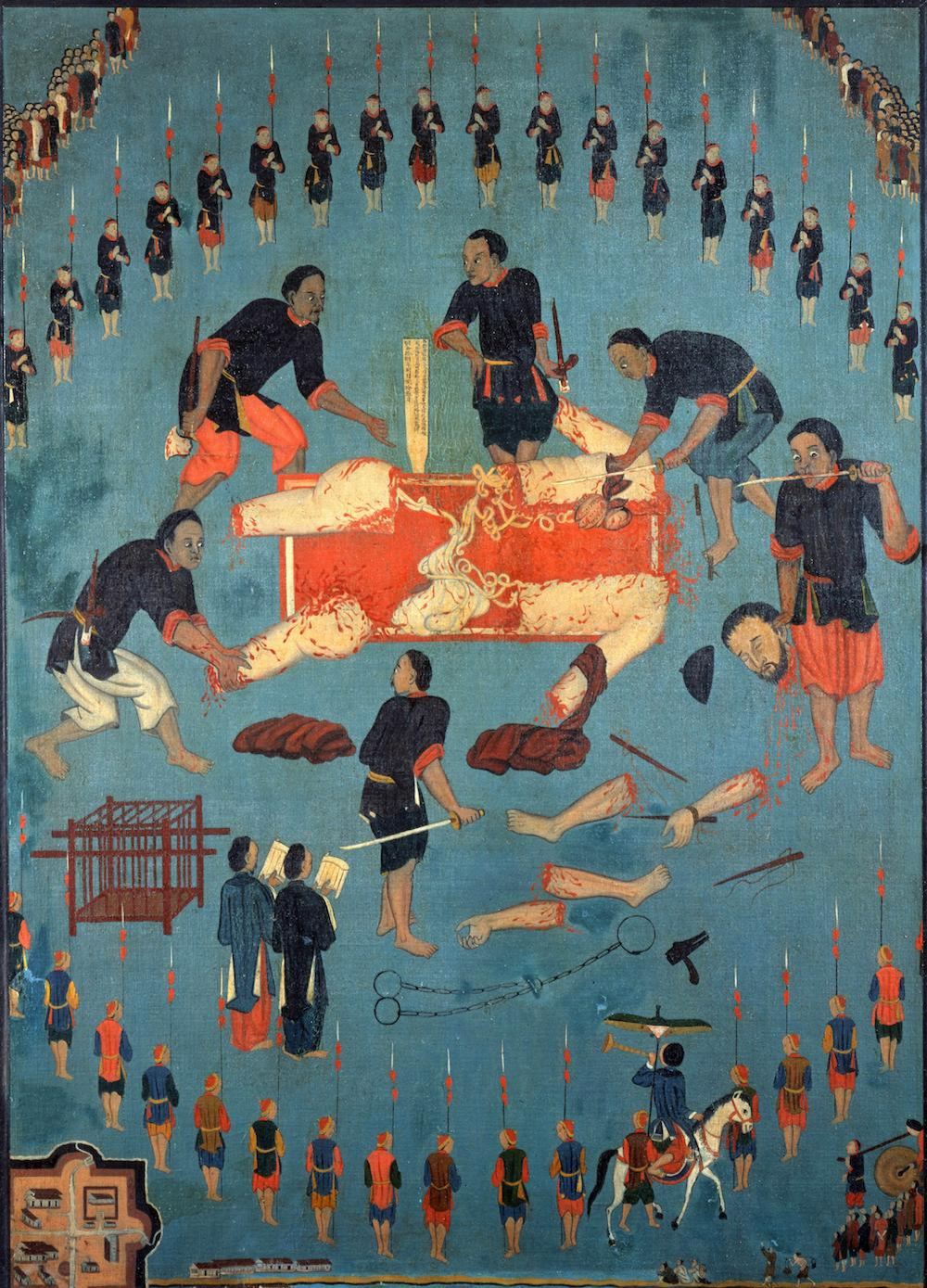
ジャン＝シャルル・コルネ (Jean-Charles Cornay) の処刑の図、19世紀のベトナム絵画、パリ外国宣教会の殉教者の部屋にて。

テオファン・ヴェナールは宣教師として派遣されるために家族や愛する人たちと別れている。彼の手紙は、この別離から生じた苦しみを証言しており、その中で彼は、神のために苦しんだと述べている。この別離は、文化の違いや孤独と同様に、彼の手紙の中の主要な要素であり、彼は書簡の中で、神のために選ばれ、彼を犠牲にした非常に多くの苦しみの一つとしてこれを説明している。それにもかかわらず、彼は、自分が作った祈りの一つで次のように書いているように、神に対する愛を浄化するという意味で、それらが恩寵の源にもなり得ることを示唆している。
「ああ、わが神よ、当然の如く悲しみに打ちひしがれる私たちの心に、あなたご自身が慰めと喜びの香油を注いでくださいました。 私たちが離れ離れになっても、おそらくはもう戻ることがないまま、友情のあらゆる魅力を味わわせてくださいます。 おお、神よ、私たちの愛を清めてください！ あなたのために、私たちは愛し合いましょう！　私たちが一つでありますように、あなたのうちに！」
リジューのテレーズもまた、別離の中に神への英雄的な愛の可能性を見出している。
  「イエスが私たちにとって大切なものを私たちから取り上げるとき、何も拒まないようにしましょう...」
彼女は、この別離を「心の殉教」であると考え、伝道に出るために家族から離れなければならないルーラン神父に宛てた手紙の中で次のように述べている。
「心の殉教は血を流す殉教に負けず劣らず実り豊かであり、今からはこの殉教はあなたのものです」。

#### 自身への究極の贈り物：殉教
ジャン＝シャルル・コルネの殉教は若年のテオファン・ヴェナールに大きな影響を与え、宣教師になりたいという願望の端緒となった。 ヴェナールの書簡と思想においては、宣教活動と殉教とは切り離せないものである。ヴェナールは書簡の中で何度も殉教者について言及し、殉教者となりたいという願望を示しており、殉教は名誉であり喜びであるとみなしていた。
「教えてください、弟よ、もし善き主がお統べになるなら、テオファンはどれほどの栄誉とどれほどの幸福を手に入れることができるか…分かりますか？ Te Deum laudamus… Te Martyryum candidatus laudat exercitus（ラテン語：神よ、私たちはあなたを讃えます...あなたを殉教候補者として讃えます）…”
ヴェナールにとって殉教とは神への愛の究極の証拠であるが、何よりもそれは神から来る恵みであり名誉であった。 彼は殉教を望んでいたが、何度も迫害から逃れようとし、逮捕を避けるために当局の査察を繰り返し逃れ、2年以上も隠密生活を送った。ヴェナールは殉教は神からの贈り物であると考えていた。
「この殉教の恩寵はまことに尊いものでありますが、それは神があらかじめ定めた人だけに与えられる恩寵なのです」。

## 後世への影響

### カトリック教会による承認
ヴェナールの死後間もなく、ベトナムでは真の信心が確立された。ヴェナールが指導したアマンテス・ドゥ・ラ・クロワ会は、すぐに彼を聖人と見なした。弟のユゼブ・ヴェナールにより書簡集が出版されたことで、彼の名は広く知られるようになった。テオファン・ヴェナールは1909年5月2日、教皇聖ピオ10世により、極東での他の33人の殉教者とともに福者とされた。彼の祝日は殉教した日付の2月2日であるが、ポワティエ教区では2月13日に記念される。1915年に70万部以上を売り上げたリジューのテレーズによる Histoire d'uneâme （ある霊魂の物語）の成功と、テオファンをお気に入りの聖人としたリジューのテレーズへの信心が、ヴェナールの知名度を高めることになった。
教皇ヨハネ・パウロ2世は20日、テオファン・ヴェナールをベトナムの17人の殉教者の一人として列福した。 カトリック教会では2月2日に祝われ、コミューンでの祝日は11月24日とされている。
テオファン・ヴェナールの遺体及び遺物は今日ではパリ外国宣教会の神学校に保存されている。また、彼の頭骨はハノイからほど近い Ke-Trü 教区に安置されている。

### 死後の影響
テオファンの弟ユゼブは、ポワティエのサン・ピエール大聖堂の司祭となっていたが、兄が聖人であると確信していた。ユゼブは生涯をかけてテオファンの書簡を集め、伝記とともに出版した。1864年、彼は家族に宛てたテオファンの手紙の第一集を、いくつかの解説を添えて、Vie et Correspondance de J. Théophane Vénard, prêtre de la Société des Missions étrangères, décapité pour sa foi au Tong-King（信仰のためにトンキンで斬首されたパリ外国宣教会の司祭 J. テオファン・ヴェナールの生涯と書簡）という題で出版した。第2版は1865年に出版され、1888年までに7回以上の再版が行われた。この作品は1908年と1909年にモンリゲンで何度か形式を変えて再版され、1922年のトゥールズ版が第14版となった。本邦では、シルベン・ブスケ神父による邦訳『福者テオファノ・ベナールの伝と其書簡』が、1928年に出版されている。
『信仰普及協会年報 Annales de la propagation de la foi』に掲載されたテオファン・ヴェナールの手紙は、フランスで大きな反響を呼んだ。この手紙は、キリスト教雑誌だけでなく、異教派の雑誌にも転載された。
カルメル会の修道女リジューのテレーズは、テオファン・ヴェナールに自分を重ね合わせ、彼を好きな聖人に挙げ、お気に入りの殉教者にしていたという。「私の霊魂は彼に似ていると私は思う」。彼女は彼のような宣教師になりたかったのである。苦悩の中、彼女は「天使の殉教者」とあだ名したテオファン・ヴェナールの聖遺物を持ってきてくれるように頼んだ。彼女はテオファン・ヴェナールの最後の手紙のいくつかの箇所を自分の霊的な遺言に書き写し、女性形にして「Sœur Thérèse de l'Enfant Jésus, empruntant les paroles de l'angélique martyr Théophane Vénard（幼きイエスのテレーズ修道女は、天使のような殉教者テオファン・ヴェナールの言葉を借りて、次のように述べる）」と署名した。
20世紀におけるリジューのテレーズの影響は、彼女が愛した聖人の名声に大きく貢献した。
ユゼブ・ヴェナールも1909年5月2日に行われた兄の列福式に参加した。列福を記念して、彼はテオファンの書簡をより完全な形で、Lettres Choisies du Bienheureux Théophane Vénard という題で出版した。
1929年にフランシス・トロチュ (Trochu) 神父が出版した540ページにも及ぶテオファン・ヴェナールの伝記は、最も完全なものと考えられている。

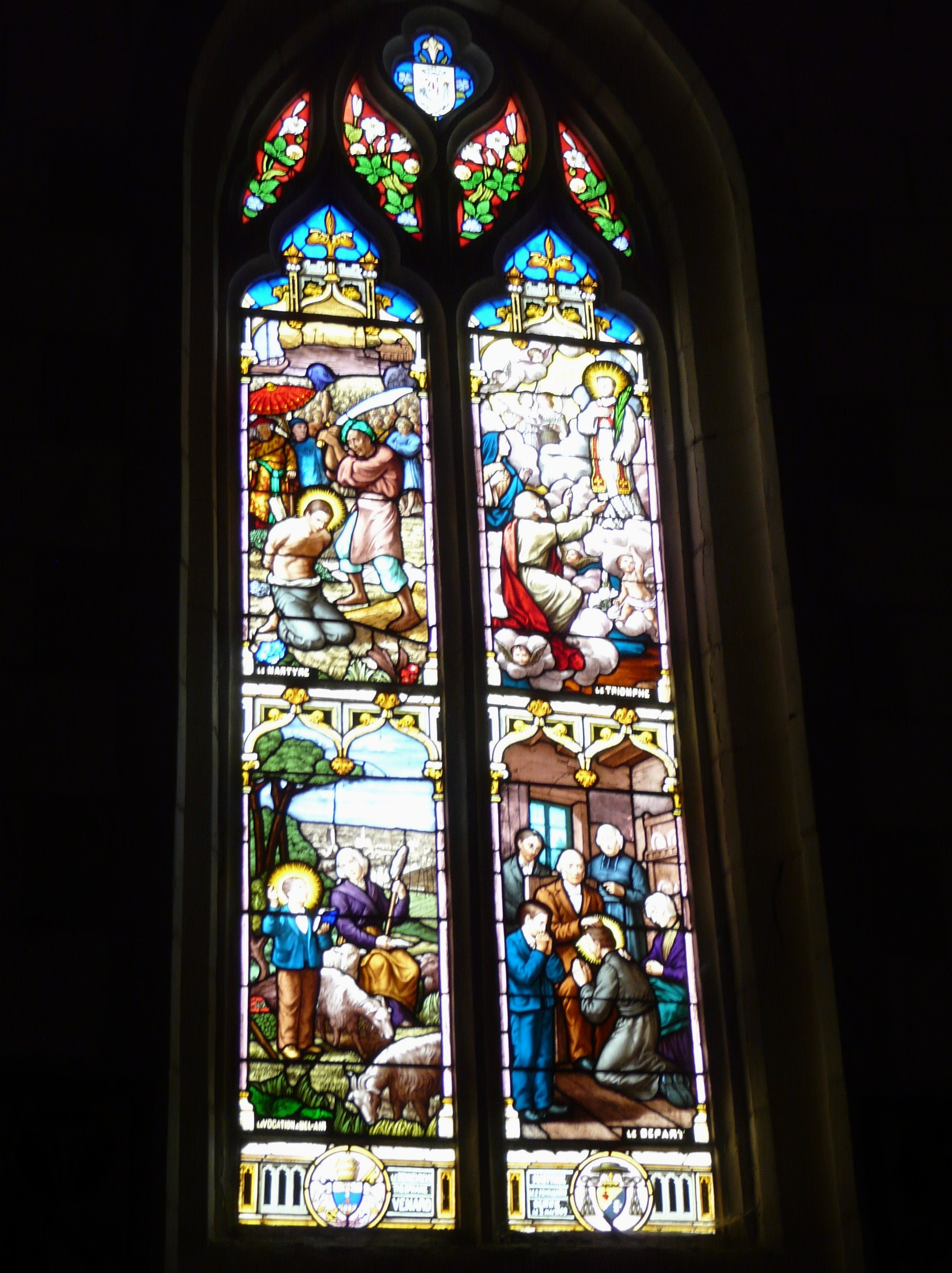
ノートルダム・ドゥ・ラソンプション教会の福者テオファン・ヴェナールのステンドグラスの窓、サン＝ルー＝ラメレ (Saint-Loup-Lamairé)
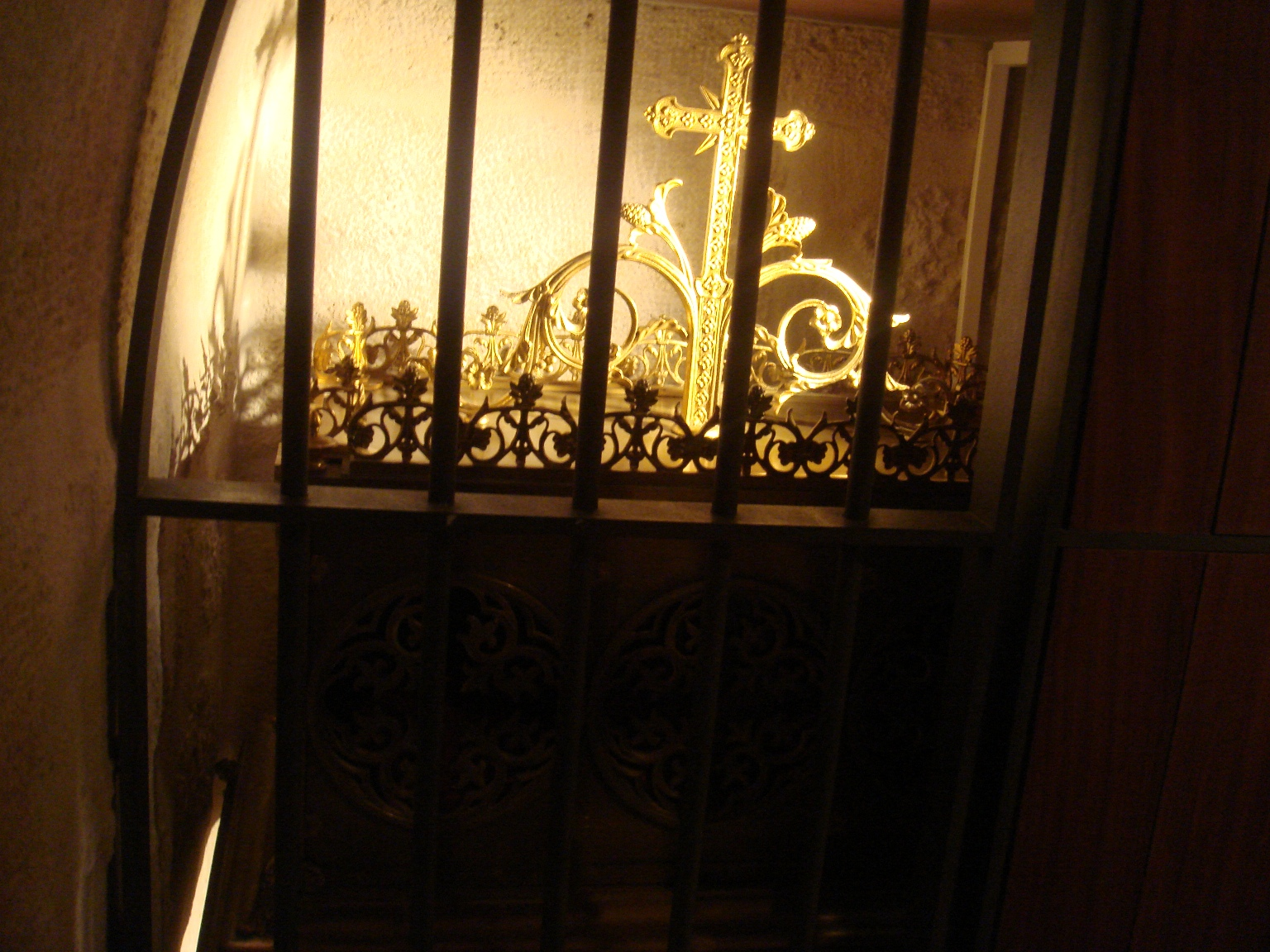
パリ外国宣教会に保存されたテオファン・ヴェナールの遺体
トロチュ (F. Trochu)  神父著Théophane Vénard のタイトルページ(1929)

### 文化
テオファン・ヴェナールは大衆文化の中でも一定の知名度があり、近代における殉教者の模範となった。
ナントのテオファン・ヴェナール・コレージュや、ロマーニュのテオファン・ヴェナール中等学校など、特にフランス国内のカトリック教育機関において、彼の名を冠した学校、大学、その他の機関が多数存在する。
1988年、ベトナム生まれのシャンタル・ゴヤは、ヴェナールに歌を捧げた。「あなたの心の使命は、ある朝／主の庭で、突然、求めに来た花のようだった "La mission de ton cœur fut comme la fleur qu’un matin / Au jardin du Seigneur, on est venu chercher soudain"」
2009年、ベトナム人アーティストのダン・ヴォーは、テオファン・ヴェナールの最後の手紙を、カリグラフィーで模写して再現し、2.02.1861（1861年2月2日）という題の芸術作品に仕上げた。

## 付記および参照

### 参照
1. ↑  Christian Simonnet 1992, p. 10
2. 1 2  Christian Simonnet 1992, p. 11
3. ↑  Christian Simonnet 1992, p. 12-13
4. ↑  Christian Simonnet 1992, p. 14
5. 1 2 3  Christian Simonnet 1992, p. 15
6. ↑  Christian Simonnet 1992, p. 16
7. ↑  Christian Simonnet 1992, p. 17
8. ↑  Christian Simonnet 1992, p. 23
9. ↑  Christian Simonnet 1992, p. 24
10. ↑  Christian Simonnet 1992, p. 25
11. ↑  Christian Simonnet 1992, p. 30
12. ↑  Christian Simonnet 1992, p. 32
13. 1 2  Gabriel Emonnet, Théophane et Thérèse 1988, p. 36
14. ↑  Christian Simonnet 1992, p. 33
15. ↑  Christian Simonnet 1992, p. 37
16. ↑  Christian Simonnet 1992, p. 40
17. 1 2  Christian Simonnet 1992, p. 44
18. 1 2  Christian Simonnet 1992, p. 46
19. ↑  Christian Simonnet 1992, p. 47
20. ↑  Christian Simonnet 1992, p. 49
21. 1 2 3 4 5 6  Gilles Reithinger 2010, p. 128
22. ↑  Christian Simonnet 1992, p. 54
23. ↑  Christian Simonnet 1992, p. 56
24. 1 2  Christian Simonnet 1992, p. 58
25. ↑  “Chapitre huitième, Vie et correspondance de Théophane Vénard  Prêtre de la Société des Missions Étrangères décapité pour la foi au Tong-King le 2 février 1861 7e édition - Paris : H. Oudin, libraire-éditeur, 1888,” (フランス語). Les Archives du Carmel de Lisieux.   archives.carmeldelisieux. 2024年4月18日閲覧。 “Vraiment je serais tenté de croire que cette langue a été inventée par le diable, pour en rendre l'étude plus difficile aux Missionnaires !”
26. ↑  Christian Simonnet 1992, p. 61
27. ↑  Christian Simonnet 1992, p. 63
28. 1 2  Christian Simonnet 1992, p. 65
29. ↑  (Christian Simonnet 1992, p. 67)
30. ↑  Christian Simonnet (November 1992) (フランス語). Théophane : Celui qui embellissait tout,. Broché & La Salle des martyrs. ISBN 978-2-213-01286-5. "Oh ! cher père Dallet, toutes les fois que la pensée du martyre se présente à moi, elle me fait tressaillir ; c'est la belle et bonne part qui n'est pas donnée à tous[29]..."
31. ↑  Gilles Reithinger 2010, p. 129
32. ↑  Christian Simonnet 1992, p. 68
33. ↑  Christian Simonnet 1992, p. 69
34. ↑  Christian Simonnet 1992, p. 78
35. ↑  Christian Simonnet 1992, p. 79
36. 1 2  Christian Simonnet 1992, p. 80
37. 1 2  Christian Simonnet 1992, p. 81
38. 1 2 3  Christian Simonnet 1992, p. 85
39. ↑  (Gilles Reithinger 2010, p. 132)
40. ↑  Il paraît que le père Vénard parlera la langue avec un accent juste ; sa voix douce s'y prête bien au reste. Il se sent des atomes crochus avec les Vietnamiens, qui le lui rendent bien. Déjà il accompagne l'évêque Pierre-André Retord dans les visites des chrétientés, et il est bientôt en mesure d'aider pour l'administration[39].
41. ↑  Lettres Gilles Reitheinger 2010, p. 160
42. ↑  Christian Simonnet 1992, p. 90
43. 1 2 3 4  Gilles Reithinger 2010, p. 132
44. ↑  Christian Simonnet 1992, p. 88
45. ↑  Christian Simonnet 1992, p. 91
46. 1 2 3 4 5 6  Christian Simonnet 1992, p. 95
47. 1 2  Christian Simonnet 1992, p. 96
48. ↑  Christian Simonnet 1992, p. 94
49. ↑  Christian Simonnet 1992, p. 98
50. ↑  Christian Simonnet 1992, p. 99
51. ↑  Christian Simonnet 1992, p. 102
52. 1 2  Christian Simonnet 1992, p. 103
53. 1 2  Christian Simonnet 1992, p. 104
54. 1 2  Christian Simonnet 1992, p. 97
55. 1 2 3 4 5  Gilles Reithinger 2010, p. 133
56. ↑  (Christian Simonnet 1992, p. 109)
57. ↑  Vous pourriez nous demander : comment ne devenez-vous pas fous ? Toujours enfermés dans l'étroitesse de quatre murs, sous un toit que vous touchez de la main, ayant pour commensaux les araignées, les rats et les crapauds, obligés de toujours parler à voix basse, assaillis chaque jour par de mauvaises nouvelles : prêtres pris, décapités, chrétientés détruites et dispersées au milieu des païens, beaucoup de chrétiens qui apostasient, et ceux qui demeurent fermes envoyés aux montagnes malsaines sur lesquelles ils périssent abandonnés, et cela sans que l'on puisse prévoir quelle en sera la fin, ou plutôt, ne la prévoyant que trop, j'avoue qu'il faut une grâce spéciale pour résister à la tentation du découragement et de la tristesse[55] · [56].
58. ↑  Christian Simonnet 1992, p. 106
59. 1 2  Christian Simonnet 1992, p. 114
60. ↑  Gabriel Emonnet, Théophane et Thérèse 1988, p. 29
61. ↑  Christian Simonnet 1992, p. 118
62. ↑  Gilles Reithinger 2010, p. 133-134
63. ↑  (Christian Simonnet 1992, p. 127)
64. ↑  “Vie et correspondance de Théophane Vénard  Prêtre de la Société des Missions Étrangères décapité pour la foi au Tong-King le 2 février 1861 7e édition - Paris : H. Oudin, libraire-éditeur, 1888” (フランス語). Les archives du Carmel du Lisieux.   archives.carmeldelisieux.fr. 2024年4月19日閲覧。 “Puisque ma sentence se fait encore attendre, je veux vous adresser un nouvel adieu qui sera probablement le dernier. Les jours de ma prison s'écoulent paisiblement ; tous ceux qui m'entourent m'honorent, un bon nombre me portent affection. Depuis le grand-mandarin jusqu'au dernier des soldats, tous regrettent que la loi du royaume me condamne à la mort. Je n'ai point eu à endurer de tortures comme beaucoup de mes frères. Un léger coup de sabre séparera ma tête, comme une fleur printanière que le maître du jardin cueille pour son plaisir. Nous sommes tous des fleurs plantées sur cette terre et que Dieu cueille en son temps, un peu plus tôt, un peu plus tard. Autre est la rose empourprée, autre le lis virginal, autre l'humble violette. Tâchons tous de plaire, selon le parfum ou l'éclat qui nous sont donnés, au souverain Seigneur et Maître.”
65. ↑  Missions étrangères de Paris. “Saint Théophane Vénard”. animation.mepasie.org. 2012年4月12日閲覧。
66. ↑  Ce sont mes pensées, mon âme ressemble à la sienne[65].
67. ↑  (Gabriel Emonnet, Théophane et Thérèse 1988, p. 51)
68. 1 2  (Guennou, Lettres choisies et présentées 1982, p. 35)
69. ↑  Mais, une réflexion me vient : tout cela est bien, sans doute, mais, en réalité qu'est-ce que le sacerdoce ? C'est le détachement de tous les biens du monde, l'entier abandon de tous les intérêts temporels. Pour être prêtre, il faut être saint. Pour diriger les autres, il faut d'abord savoir se diriger soi-même[67] · [68].
70. ↑  (Gabriel Emonnet, Théophane et Thérèse 1988, p. 49)
71. ↑  il s'éleva dans mon âme une tempête comme jamais je n'en avais vue. Pas un seul doute sur ma vocation ne m'était encore venu à la pensée, il fallut que je connaisse cette épreuve… Ma vocation m'apparut comme un rêve, une chimère, je trouvais la vie du carmel bien belle, mais le démon m'inspirait l'assurance qu'elle n'était pas faite pour moi, que je trompais les supérieures en avançant dans une voie où je n'étais pas appelée[70]…
72. ↑  (Gabriel Emonnet, Théophane et Thérèse 1988, p. 74)
73. ↑  (Guennou, Lettres choisies et présentées 1982, p. 171)
74. ↑  Autre est la rose empourprée, autre le lis virginal, autre l’humble violette. Tâchons tous de plaire, selon le parfum ou l’éclat qui nous sont donnés, au souverain Seigneur et Maître[72] · [73].
75. ↑  “Le livre de la Parole et celui de la nature (2r°-4r°)”. Le Carmel en France. 14-09-2020閲覧。 エラー: 閲覧日が正しく記入されていません。（説明）.
76. ↑  Longtemps je me suis demandé pourquoi le bon Dieu avait des préférences […] Jésus a daigné m’instruire de ce mystère. Il a mis devant mes yeux le livre de la nature et j’ai compris que toutes les fleurs qu’Il a créées sont belles, que l’éclat de la rose et la blancheur du lys n’enlèvent pas le parfum de la petite violette ou la simplicité ravissante de la pâquerette… J’ai compris que si toutes les petites fleurs voulaient être des roses, la nature perdrait sa parure printanière, les champs ne seraient plus émaillés de fleurettes[75]…
77. 1 2  (Gabriel Emonnet, Théophane et Thérèse 1988, p. 81)
78. ↑  Je suis persuadé, chère Mélanie, que, dans ton bon cœur, je passe pour un grand saint ; néanmoins tu te trompes, car je ne suis pas même en réalité un petit saint. La maladie a brisé mon pauvre corps, abêti mon esprit, attiédi mon cœur. Je t'avoue ma misère spirituelle, afin que tu t'apitoies sur elle et que tu pries pour ton frère[77].
79. ↑  Vraiment je suis loin d'être une sainte. Je devrais au lieu de me réjouir de ma sécheresse, l'attribuer à mon peu de ferveur et de fidélité, je devrais me désoler de dormir pendant les oraisons et mes actions de grâce. Enfin je pense que le Seigneur voit ma fragilité, qu'il se souvient que nous ne sommes que poussière[77].
80. 1 2  (Gabriel Emonnet, Théophane et Thérèse 1988, p. 80)
81. ↑  Je dois éviter dans ma conduite tout ce qui pourrait me faire remarquer. La vertu véritable doit être simple et inaperçue. Donc, toujours humilité, charité, modestie[80].
82. ↑  (Gabriel Emonnet, Théophane et Thérèse 1988, p. 87)
83. ↑  petit enfant Ven[82].
84. 1 2  (Gabriel Emonnet, Théophane et Thérèse 1988, p. 137)
85. ↑  Me voilà donc entré dans l’arène des confesseurs de la foi. Il est bien vrai que le Seigneur choisit les petits pour confondre les grands de ce monde. Quand vous apprendrez mes combats, j’ai confiance que vous apprendrez aussi mes victoires. Je ne m’appuie pas sur mes propres forces, mais sur la force de celui qui a vaincu les puissances de l’enfer et du monde sur la croix[84].
86. 1 2  Gabriel Emonnet, Théophane et Thérèse 1988, p. 72
87. ↑  (Gabriel Emonnet, Théophane et Thérèse 1988, p. 210)
88. ↑  Je ne dédaigne pas la Chine, mais je ne la choisis pas : je n'ai pas d'autre choix que la volonté de mes supérieurs, tant est que je sois jugé bon quelque chose. Je me trouverai toujours trop bien dans le lieu où le divin Maître daignera me permettre de travailler pour le salut de mes frères et la gloire de son amour[87] · [68].
89. ↑  Thérèse de Lisieux, Œuvres complètes, Éditions du Cerf/Desclée de Brouwer, 1992, p. 248 ISBN 2-204-04303-6
90. ↑  à s’égarer dans des chemins arides[89].
91. ↑  (Gabriel Emonnet, Théophane et Thérèse 1988, p. 96)
92. ↑  C'est une âme qui me plaît. Saint Louis de Gonzague était sérieux, même en récréation, mais Théophane Vénard était gai toujours. Théophane me plaît encore mieux, parce que la vie de saint Louis de Gonzague est extraordinaire et la sienne est tout ordinaire[91].
93. ↑  (Gabriel Emonnet, Théophane et Thérèse 1988, p. 67)
94. ↑  Seul Théophane sut échapper à nos clairvoyantes prévisions : rien, absolument rien d'extraordinaire dans ses paroles comme dans ses actes ne révélait cette sublime vocation de l'apostolat, encore moins celle du martyre[93].
95. ↑  Sa vie […] est restée humble et cachée. Il gardait soigneusement pour lui-même ce qui faisait l'objet de ses plus chers désirs[80].
96. 1 2  (Gabriel Emonnet, Théophane et Thérèse 1988, p. 62)
97. ↑  Tu peux quelquefois être Marie seulement ; mais quand tu es Marthe, ne sois pas Marthe toute seule, pleine d'inquiétude et de soucis. Fais les œuvres de Marthe avec l'esprit de Marie ; fais bien toutes choses, ce qui est de la vie intérieure, ce qui est de la vie extérieure, conformant ta volonté à la volonté de Jésus[96].
98. ↑  (Gabriel Emonnet, Théophane et Thérèse 1988, p. 183)
99. 1 2  Vive la gaité ! Quand on travaille pour Dieu, on a le cœur à l'aise[98].
100. ↑  (Gabriel Emonnet, Théophane et Thérèse 1988, p. 193)
101. ↑  car, vois-tu mon cher Eusèbe, il vaut mieux envisager la vie sous son beau côté et rendre autant que possible les impressions de son âme tranquilles et sereines. Il n'y a que peu d'utilité dans la tristesse, en sorte qu'au sein de l'abattement et du dégoût et de toute espèce de souffrances, il faut prendre son cœur à deux mains et lui faire crier malgré lui : Vive la joie quand même[100] !
102. ↑  (Gabriel Emonnet, Théophane et Thérèse 1988, p. 184)
103. ↑  Adieu mes amis de ce monde ! Il se fait tard, séparons nous. Et ne pleurez pas sur ma tombe. Mais plutôt réjouissez-vous[102] !
104. 1 2  (Gabriel Emonnet, Théophane et Thérèse 1988, p. 61)
105. ↑  (Guennou, Lettres choisies et présentées 1982, p. 122)
106. ↑  La prière est le premier et le plus actif des missionnaires. Ainsi tu seras missionnaire avec moi[104] · [105].
107. ↑  faire les œuvres de Marthe avec l'esprit de Marie[96]
108. ↑  ne pouvant être missionnaire d'action, j'ai voulu l'être par l'amour et la pénitence[104].
109. ↑  Gabriel Emonnet, Théophane et Thérèse 1988, p. 139
110. ↑  Gabriel Emonnet, Théophane et Thérèse 1988, p. 142
111. ↑  (Gabriel Emonnet, Théophane et Thérèse 1988, p. 140)
112. ↑  Un médecin ne se laisse pas attendrir par le malade qu'il doit faire souffrir[111].
113. 1 2  Gabriel Emonnet, Théophane et Thérèse 1988, p. 162
114. ↑  Gabriel Emonnet, Théophane et Thérèse 1988, p. 153
115. ↑  (Gabriel Emonnet, Théophane et Thérèse 1988, p. 151)
116. ↑  Il importe de montrer aux gens quelque peu instruits que le christianisme ne leur est pas si inconnu qu'ils se le figurent[115].
117. ↑  Gabriel Emonnet, Théophane et Thérèse 1988, p. 132
118. ↑  (Lettres Gilles Reitheinger 2010, p. 51)
119. ↑  Je me disais, à la vue des nouveaux prêtres […] je serai un jour comme eux ; un jour je serai soldat de Jésus-Christ et la bannière de l'Église deviendra ma bannière[118]
120. ↑  Je me sens la vocation de guerrier, de martyre… Je sens en mon âme le courage d'un crois, d'un zouave pontifical, je voudrais mourir sur un champ de bataille pour défendre l'Église[84].
121. ↑  (Gabriel Emonnet, Théophane et Thérèse 1988, p. 133)
122. ↑  Il faut être un homme parfait pour être un homme de Dieu, n'est-ce pas père Dallet ? Si l'instrument n'est pas apte à l'usage qu'on veut en faire, c'est un instrument à moitié inutile. Ne soyons pas apôtres à demi, ne soyons pas à moitié homme. C'est une grande chose d'être missionnaire : les devoirs d'un missionnaire sont sans limite, c'est la perfection à atteindre[121].
123. ↑  (Lettres Gilles Reitheinger 2010, p. 50)
124. ↑  (Gabriel Emonnet, Théophane et Thérèse 1988, p. 135)
125. ↑  Chaque être, ici-bas, a une route qu'il doit suivre, un point de départ et un but. La mer s'agite, le ruisseau murmure, le fleuve coule, la fleur s'épanouit, l'animal broute, l'homme vit et marche à Dieu […] Eh bien, moi, j'ai hâte de m'élancer au milieu de la société. J'ai hâte de servir mes frères[123] · [124].
126. ↑  Gilles Reithinger 2010, p. 50
127. 1 2  Gabriel Emonnet, Théophane et Thérèse 1988, p. 129
128. ↑  (Gabriel Emonnet, Théophane et Thérèse 1988, p. 134)
129. ↑  Je sens que mon âme prend des forces en souffrant, qu'au milieu de ses blessures elle acquiert une nouvelle sève et un tempérament plus solide[128].
130. ↑  (Gabriel Emonnet, Théophane et Thérèse 1988, p. 158)
131. ↑  Souffrir est mon partage ; c'est le prix des âmes ; désormais il n'est plus guère question que de choses désolantes et tristes, de blocus, de persécutions, de fuites et de morts[130].
132. ↑  (Gabriel Emonnet, Théophane et Thérèse 1988, p. 157)
133. ↑  Oui, la souffrance m'a tendu les bras et je m'y suis jetée avec amour. Jésus m'a fait comprendre que c'était par la croix qu'il voulait me donner des âmes[132].
134. ↑  Gabriel Emonnet, Théophane et Thérèse 1988, p. 120
135. ↑  Gabriel Emonnet, Théophane et Thérèse 1988, p. 121
136. ↑  (Gabriel Emonnet, Théophane et Thérèse 1988, p. 122)
137. ↑  Ô mon Dieu, vous mettez vous-même le baume de la consolation et de la joie dans nos cœurs, alors que naturellement ils devraient être brisés de douleur. Vous nous faites goûter tous les charmes de l'amitié, même quand nous sommes séparés, peut-être sans retour. O Dieu, purifiez notre amour ! Oui, que nous nous aimions, mais pour vous ! Que nous ne soyons qu'un, mais en vous[136] !
138. ↑  (Gabriel Emonnet, Théophane et Thérèse 1988, p. 167)
139. ↑  Laissons Jésus nous arracher ce qui nous est le plus cher et ne lui refusons rien[138]…
140. ↑  (Gabriel Emonnet, Théophane et Thérèse 1988, p. 166)
141. ↑  Le martyre du cœur n'est pas moins fécond que l'effusion du sang, et dès maintenant ce martyre est le vôtre[140].
142. ↑  (Gabriel Emonnet, Théophane et Thérèse 1988, p. 191)
143. ↑  Dis-moi, frère, quel honneur et quel bonheur a Théophane, si le Bon Dieu daignait… Tu comprends ? Te Deum laudamus… Te Martyryum candidatus laudat exercitus[142]…
144. ↑  (Gabriel Emonnet, Théophane et Thérèse 1988, p. 209)
145. ↑  Cette grâce du martyre est vraiment très précieuse, mais ne l'obtient que celui à qui Dieu la réserve[144].
146. ↑  Gabriel Emonnet, Théophane et Thérèse 1988, p. 139
147. 1 2 3  Gabriel Emonnet, Théophane et Thérèse 1988, p. 8
148. ↑  Jean-Paul II (1988年). “Discours du Saint-Père Jean-Paul II aux pèlerins français et espagnols venus à Rome à l'occasion de la canonisation de 117 martyrs du Vietnam”. Vatican.va. 2011年12月17日閲覧。
149. 1 2 3  Christian Simonnet 1992, p. 138
150. 1 2 3 4  Guennou, Lettres choisies et présentées 1982, p. 12
151. ↑  “聖心女子大学図書館”. lib.u-sacred-heart.ac.jp. 2024年4月17日閲覧。
152. ↑  Gilles Reithinger 2010, p. 122
153. ↑  Jean-Paul II (1980年). “Homélie du Saint-Père Jean-Paul II à Lisieux le 2 juin 1980”. Vatican.va. 2011年12月17日閲覧。
154. ↑  Ennio Antonelli (2010年). “Conférence du Cardinal Ennio Antonelli Président conseil pontifical pour la Famille : "La famille chrétienne acteur d’évangélisation"”. Vatican.va. 2011年12月17日閲覧。
155. ↑  “Collège Saint-Théophane Vénard - Nantes” (フランス語). Collège Saint-Théophane Vénard. 2024年4月17日閲覧。

## 付録

#### テオファン・ヴェナールの著作
- Théophane Vénard (2011) (フランス語). Lettres (Fremur ed.). France. pp. 200. ISBN 978-2-9525252-3-7. Lettres Gilles Reitheinger
- Théophane Vénard; Jean Guennou (December 1982) (フランス語). Bienheureux Théophane Vénard (Tequi ed.). France. pp. 190. ISBN 2-85244-535-2. Guennou
- Eusèbe Venard (15 juin 2022). Vie et correspondance de Théophane Venard (Les Éditions Blanche de Peuterey ed.). pp. 346. ISBN 978-2-36878-253-8

#### バンド・デシネ
- Brunor, Dominique Bar, Géraldine Gilles (2007) (フランス語). Théophane Vénard (CLD éditions ed.). France. pp. 46. ISBN 978-2-85443-509-2
- Francis Ferrier, llustrations de Paul Ordner (January 1961). Dans les griffes d'ong-kop. le bienheureux theophane venard. Mission sans bornes (Fleurus ed.)

#### 伝記
- Gilles Reithinger (November 2010) (フランス語). Vingt-Trois Saints pour l'Asie (CLD éditions et Missions Étrangères de Paris ed.). France. pp. 280. ISBN 978-2-85443-548-1. Gilles Reithinger
- Jean Theophane Venard Mary Elizabeth Herbert訳 (September 2010) (英語). Life of Jean Theophane Venard, Martyr in Tonquin. Kessinger Publishing. pp. 224. ISBN 978-1-165-42376-7
- Mary Elizabeth Herbert & Theophane Venard (Auteur) (February 2010) (英語). A Modern Martyr : Theophane Venard. Broché. Nabu Press. pp. 224. ISBN 978-1-143-75157-8
- Christian Simonnet (November 1992) (フランス語). Théophane (Broché & La Salle des martyrs ed.). France. pp. 141. ISBN 978-2-213-01286-5. Christian Simonnet
- Gabriel Emonnet (January 1988) (フランス語). 2 athlètes de la foi (Téqui ed.). France. pp. 265. ISBN 2-85244-855-6. Gabriel Emonnet
- Agnès Richomme, Le Bienheureux Théophane Vénard, illustrations de Robert Rigot, Éditions Fleurus, 1961
- Jean Guennou, Bienheureux Théophane Vénard, Édition Soleil Levant, 1959
- Jacques Nanteuil, Gaston Giraudias, L'Épopée missionnaire de Théophane Vénard, 1950
- R.P. Destombes, Une amitié spirituelle, Sainte Thérèse de Lisieux et le bienheureux Théophane Vénard, 1945
- Francis Trochu (January 1929) (フランス語). Le Bienheureux Théophane Vénard. Lyon: Librairie Emmanuel Vitte. pp. 537
- M. l'abbé J.-B. Chauvin, Jean-Théophane Vénard (Auteur), Eusèbe Vénard (Auteur) (1865) (フランス語). Vie et correspondance de J.-Théophane Vénard, (H. Oudin ed.). France. pp. 376. ASIN B001D6HE90

#### 記事、論説
- Louis-Édouard Pie, Discours prononcé par Mgr. l'évêque de Poitiers, le 2 février 1862P, dans l'église paroissiale de Saint-Loup, à l'occasion du premier anniversaire du martyre de M. J. Théophane Venard, décapité pour la foi au Tong-King, éd. H. Oudin, 1862, 16 pages
- E.-P. Menne, Centenaire de la naissance du bienheureux Théophane Vénard, prêtre-martyr de la Société des Missions étrangères de Paris. Panégyrique prononcé par le R. P. Menne… en l'église cathédrale d'Hanoï, Tonkin, le 24 novembre 1929P, éd. Impr. I.D.I.O.H.G., 1930
- Jean-Paul II (1988年). “Discours du Saint-Père Jean-Paul II aux pèlerins français et espagnols venus à Rome à l'occasion de la canonisation de 117 Martyrs du Vietnam.”. www.vatican.va. 2012年2月5日閲覧。